# Wrocławskie krasnale
Wrocławskie krasnale – wydarzenie artystyczne oraz zjawisko społeczne obejmujące swoim zasięgiem Wrocław i okoliczne gminy, a wywierające wpływ na działania artystyczne realizowane w całej Polsce.
Niewielkie rzeźby krasnali, w liczbie stale rosnącej, są umieszczane we Wrocławiu sukcesywnie od 2005 roku. Wywodzą się od malowanych w latach 80. XX wieku graffiti, a następnie happeningów organizowanych przez ruch „Pomarańczowej Alternatywy” ośmieszających w sposób pokojowy system komunistyczny. Po upadku PRL-u krasnale uległy zapomnieniu, aż do sierpnia 2005 roku, kiedy to wrocławski rzeźbiarz Tomasz Moczek ustawił pięć pierwszych krasnali.
Figurki krasnali stały się integralną częścią przestrzeni miejskiej oraz zjawiskiem społecznym. Nowe postacie tworzone są przez artystów z całej Polski, a ich opiekunami są instytucje publiczne, firmy oraz osoby prywatne. Organizowane są specjalne wycieczki szlakiem krasnali, gry plenerowe, spektakle teatralne oraz wydawane mapy dla turystów, którzy chcą połączyć poszukiwanie kolejnych figurek ze zwiedzaniem Wrocławia.

## Geneza krasnali wrocławskich

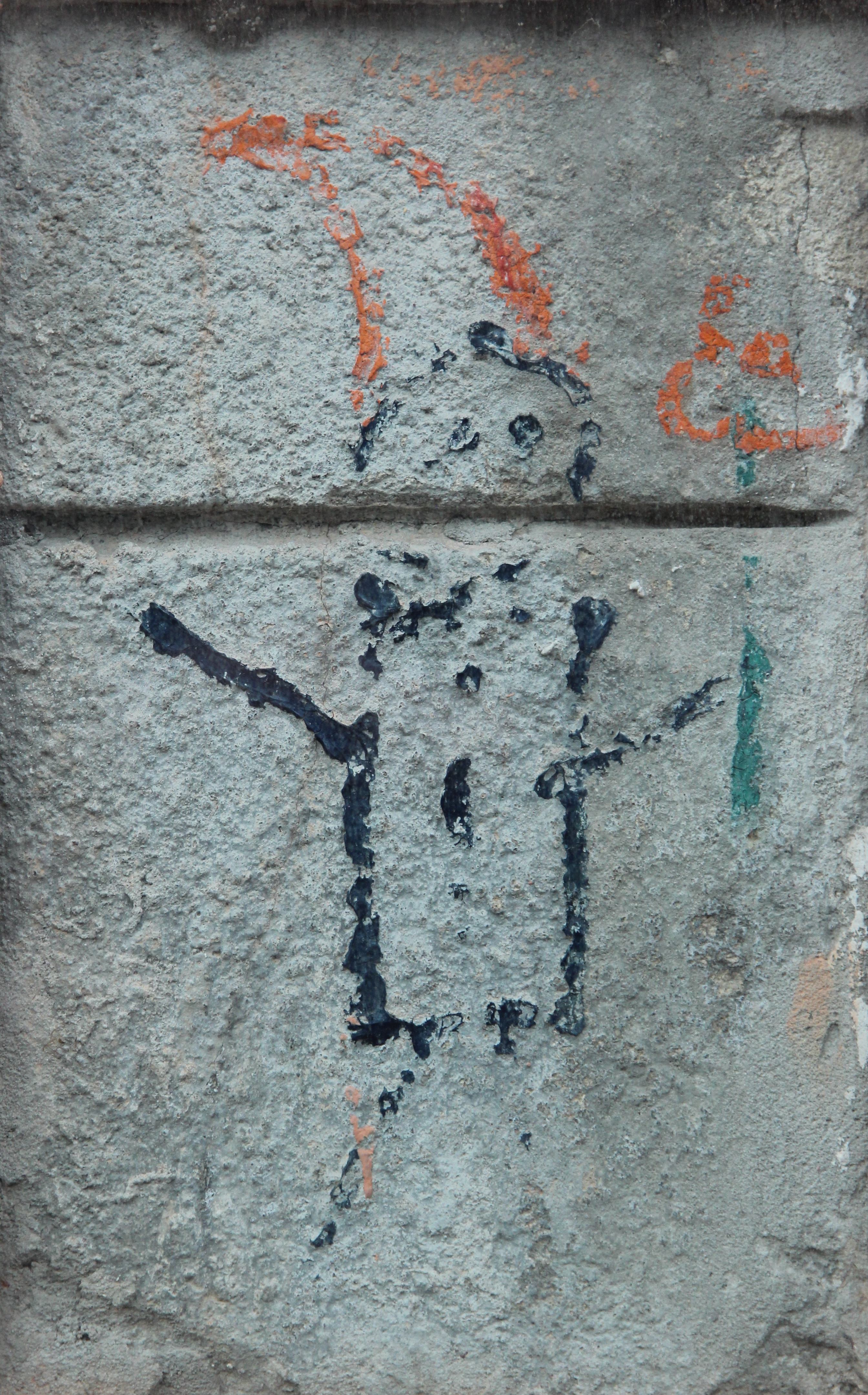
Istniejący do dziś rysunek krasnala we Wrocławiu

Tezą jest napis, antytezą – plama, a syntezą krasnoludek.

Swoje istnienie w przestrzeni miejskiej wrocławskie krasnale zawdzięczają działaczom antykomunistycznym, którzy umieszczali je na plamach farby na murach powstałych po zamalowywaniu przez władze PRL-u napisów i haseł „antysocjalistycznych”. Pierwsze dwa krasnale zostały namalowane w nocy z 30 na 31 sierpnia 1982 we Wrocławiu: pierwszy na transformatorze na Sępolnie, drugi na bloku na Biskupinie przez Waldemara „Majora” Fydrycha oraz Wiesława „Rotmistrza” Cupałę. W latach 1982–1983 powstało ponad 1000 krasnali w sześciu polskich miastach.

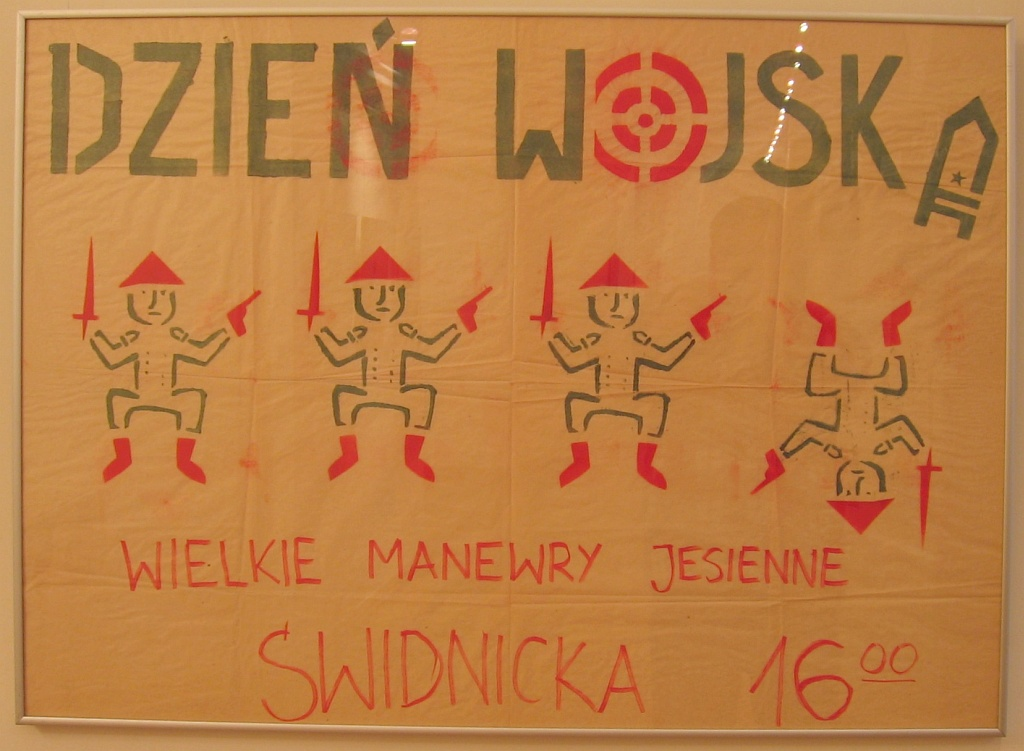
Plakat uzbrojonych krasnoludków wykonany szablonem graffiti zapowiadający happening „Pomarańczowej Alternatywy” w "Dzień wojska" – rok 1987.

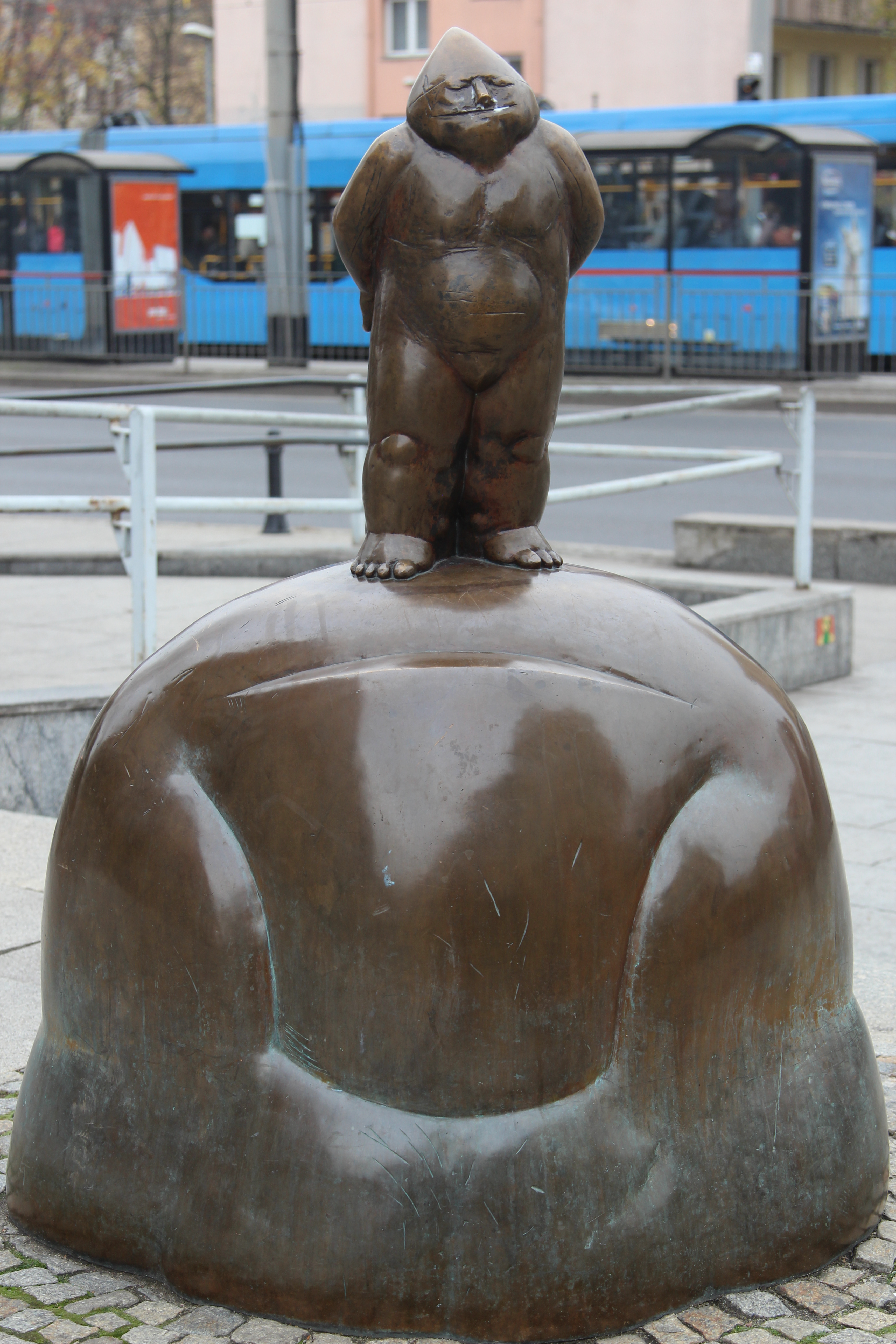
Pomnik Pomarańczowej Alternatywy

Krasnale masowo powróciły na ściany wrocławskich budynków w drugiej połowie lat 80. wraz z działalnością ruchu „Pomarańczowej Alternatywy”. Jego uczestnicy malowali krasnale techniką graffiti szablonowego na murach Wrocławia lub na plakatach zapowiadających happeningi organizowane przez ruch w tym mieście. 1 czerwca 1987 symbolika krasnala powróciła na czwartym happeningu „Pomarańczowej Alternatywy” – Krasnoludki na Świdnickiej. Międzynarodowy rozgłos „Pomarańczowej Alternatywy” rozpoczął się od nieplanowanego udziału w happeningu Precz z U-Pałami (jako litery „R”) Józefa Piniora (który miał zrobić reportaż dla Radia Wolna Europa) i osiągnął szczyt 1 czerwca 1988 podczas happeningu Rewolucja Krasnoludków. Udział w którym wzięło według różnych źródeł od 10 000 do 20 000 uczestników, którzy w czapkach krasnali przeszli ulicami Wrocławia, a opisywała go międzynarodowa prasa. Po wyjeździe Waldemara „Majora” Fydrycha za granicę po nieudanym starcie w wyborach parlamentarnych w 1989, krasnoludki uległy zapomnieniu, aż do czerwca 2003 kiedy to Agencja Reklamowa Wanilia zaproponowała Biuru Promocji Miasta Wrocław strategię wykreowania krasnoludka jako symbolu miasta.

## Kalendarium krasnali wrocławskich
| Data                      | Wydarzenie |
| ------------------------- | --- |
| 1 czerwca 2001(dts)       | Pomnik krasnala – ufundowany przez spółkę Agora pomnik Pomarańczowej Alternatywy, przedstawiający postać krasnala stojącego na postumencie w kształcie ogromnego palca – kciuka który otrzymał później imię Papa Krasnal. Celem zachowania zgodności z opozycyjną tradycją, pomnik nie został oficjalnie zgłoszony i ujęty w planach natomiast został zarejestrowany jako „wybrzuszenie ulicy”.                                   |
| 24 września 2003(dts)     | Muzeum krasnoludków w budowie – miniaturowy szyld na ścianie kamieniczki „Jaś” znajdujący się na wysokości kolan człowieka o przeciętnym wzroście, odsłonięty przez Eugeniusza Geta-Stankiewicza, prezydenta Wrocławia Rafała Dutkiewicza oraz wypożyczonego ceramicznego psa Bobka. |
| 24 października 2003(dts) | Prace wykopaliskowe osady krasnoludków – osłonięte „stanowisko archeologiczne” przed kościołem garnizonowym św. Elżbiety prowadzone przez Muzeum w Oszmianie pod kierownictwem dr Cezarego Buśki, podczas którego odsłonięto relikty osadnictwa pradziejowego i średniowiecznego. |
| 1 sierpnia 2005(dts)      | Pierwsze krasnale – pierwsza piątka krasnali autorstwa Tomasza Moczka – Szermierz, Rzeźnik, Pracz Odrzański oraz Syzyfki (2). |
| 8 października 2007(dts)  | 1. krasnal komercyjny – Pierożnik przed restauracją „STP” |
| 18 czerwca 2008(dts)      | Kampania „Wrocław bez Barier” – uroczystość odsłonięcia głuchoniemego oraz niewidomego krasnala (Głuchaka i Ślepaka) przy przejściu podziemnym na ulicy Świdnickiej (później zostały przeniesione przed wejście do Muzeum Sztuki Mieszczańskiej w Ratuszu) przez niepełnosprawnego posła Sławomira Piechotę, Prezydenta Wrocławia Rafała Dutkiewicza oraz prezesa Wrocławskiego Sejmiku Osób Niepełnosprawnych Tadeusza Krasonia. |
| 19 listopada 2008(dts)    | 100. krasnal – 100matolog przed Wydziałem Stomatologicznym Akademii Medycznej (obecnie Wydziałem Lekarsko-Stomatologicznym Uniwersytetu Medycznego) |
| 20 listopada 2011(dts)    | 200. krasnal – Pacjent i Lekarz przed Przychodnią Śródmieście |
| 24 lipca 2014(dts)        | 300. krasnal – Patrolek przed Komendą Wojewódzką Policji |
| 1 czerwca 2016(dts)       | 400. krasnal – Aurer na Osiedlu Aurora |
| 14 października 2017(dts) | 500. krasnal – Binio przed Zespołem Szkół Plastycznych |
| 5 kwietnia 2019(dts)      | 600. krasnal – Kantorek przed kantorem „Gant” |
| 15 kwietnia 2020(dts)     | Krasnale zakładają maski – w trakcie pandemii COVID-19 w ramach akcji zainicjowanej przez Urząd Miejski pierwszych dwadzieścia krasnali założyło maski |

## Krasnale w przestrzeni miejskiej
Podstawowe parametry wyglądu wrocławskiego krasnala, a także tematyka figur zostały określone przez dyrektora kreatywnego agencji Wanilia - Ścibora Szpaka - a ostateczny kształt rzeźbom nadał rzeźbiarz Tomasz Moczek. Akcja przebiegała według strategii promocyjnej krasnoludka jako symbolu Wrocławia, opracowanej przez agencję reklamową Wanilia. Kolejne rzeźby agencja zleciła Marcinowi Łuczkowskiemu i Beacie Zwolańskiej-Hołod. Tworzyli je również inni artyści związani z pracownią Wytwórnia Rzeźby.
Opiekunami krasnali są instytucje miejskie, partie polityczne, przedsiębiorstwa i osoby prywatne. Umieszczane są zarówno w celach promocji miasta, reklamy przedsięwzięć biznesowych jak i w celach społecznych oraz dwa w celu ozdoby prywatnych domów (Miłostek i Prywatek). Upamiętniają również znane postacie: Barduś – Jacka Kaczmarskiego, Papa Het – Jamesa Hetfielda, Alpinki – Kazimierza Głazka, Stanisława Krystyna Zarembę i Wandę Rutkiewicz.
Krasnoludki stały się atrakcją miasta – organizowane są specjalne wycieczki szlakiem krasnali i wydawane broszurki dla turystów chcących połączyć odnajdywanie kolejnych figurek ze zwiedzaniem Wrocławia. Stworzono również aplikację na smartfony z systemem Android ułatwiającą odnajdywanie krasnali. Grupy artystyczne organizują happeningi zarówno inspirowane przez instytucje miejskie jak i organizowane spontanicznie przez artystów. Są również narzędziem kampanii społecznych, a także przedmiotem sztuk teatralnych i festiwali kabaretowych.
Liczba krasnali zmienia się – wciąż pojawiają się nowe, a niektóre są kradzione lub padają ofiarą wandalizmu pomimo instalowanych zabezpieczeń, lecz po pewnym czasie wracają na swoje miejsce.
Wrocławskie krasnale stały się inspiracją dla innych miast. W Suwałkach powstał szlak 10 krasnali – bohaterów baśni O krasnoludkach i o sierotce Marysi autorstwa pochodzącej z Suwałk Marii Konopnickiej – wzorowany na wrocławskim, do którego postacie krasnali zaprojektował wrocławski rzeźbiarz Piotr Makała, opierając się na ilustracjach Jana Marcina Szancera. W Legionowie przy przedszkolu stanęła figura Koszałka Opałka autorstwa Tomasza Moczka. W Tarnowie stworzono natomiast szlak maszkaronów nawiązujący do postaci, które od wieków stoją na miejskim Ratuszu.
Ponadto kopie krasnala Życzliwka stoją w Dreźnie, Reykjaviku, Wilnie, Guadalajarze, Hradec Králové i Lwowie, a w Waszyngtonie stoi krasnal Kościuszko.

## Krasnale w świadomości społecznej
W świadomości społecznej doszło do zjawiska „porwania” wrocławskich krasnali (termin wprowadzony przez Hanę Cervinkovą) z ich pierwotnego kontekstu jakim była działalność opozycyjna oraz symbolu „Pomarańczowej Alternatywy“ do czystej promocji miasta Wrocławia jako jego symbolu. W materiałach promocyjnych nie wspominano o ich inspiracji, a nawet jej zaprzeczano. Kreację zjawiska przypisywano w całości komercyjnej agencji reklamowej, która w 2003 zaproponowała Biuru Promocji Miasta Wrocławia strategię wykreowania krasnoludka jako symbolu miasta. Krasnoludek, w sposób charakterystyczny dla procesów łączenia antykomunizmu z neoliberalizmem zachodzących po 1989 w krajach środkowo-wschodniej Europy, został przekształcony w nośnik neoliberalnego marketingu.

## Poczet krasnali wrocławskich
| Dodatkowe oznaczenia w tabeli krasnal w przeszłości zaginiony – powrócił na swoje miejsce krasnal zaginiony krasnal nie znajduje się we Wrocławiu – brak zdjęcia krasnala |

### 1
| Współrzędne                               | Imię       | Adres        | Autor                 | Lokalizacja                                                                   | Zdjęcie |
| ----------------------------------------- | ---------- | ------------ | --------------------- | ----------------------------------------------------------------------------- | ------- |
| 51°05′42″N 17°03′31″E/51,095006 17,058714 | 100matolog | Krakowska 26 | Beata Zwolańska-Hołod | Wydział Lekarsko-Stomatologiczny Uniwersytetu Medycznego im. Piastów Śląskich |         |

### A
| Współrzędne                               | Imię                                                                   | Adres                          | Autor                 | Lokalizacja                                   | Zdjęcie |
| ----------------------------------------- | ---------------------------------------------------------------------- | ------------------------------ | --------------------- | --------------------------------------------- | ------- |
| 51°06′22″N 17°01′53″E/51,106111 17,031500 | Abruzjusz                                                              | Świdnicka 33                   | Beata Zwolańska-Hołod | Hotel Monopol                                 |         |
| 51°07′06″N 17°02′31″E/51,118389 17,041889 | Adwokatka                                                              | Prusa 1/50                     |                       | CHC Kancelaria Adwokacka                      |         |
| 51°08′05″N 17°01′18″E/51,134747 17,021536 | Agorek                                                                 | Serbska 5A                     | Michał Staszczak      | Centrum Kultury „Agora”                       |         |
| 51°06′46″N 16°59′04″E/51,112786 16,984406 | Alpinki - Głazek - Zarembek - Rutek                                    | Strzegomska 46-56              | Tomasz Moczek         | Wrocławski Park Biznesu                       |         |
| 51°06′35″N 17°01′54″E/51,109661 17,031686 | Ambasadorzy kampanii „Wrocław bez barier” - Głuchak - Ślepak - W-Skers | Rynek Ratusz 1                 | Marta Mirynowska      | Muzeum Sztuki Mieszczańskiej                  |         |
| 51°05′34″N 17°04′53″E/51,092661 17,081311 | Amrest                                                                 | Międzyrzecka 4                 | Grzegorz Łagowski     | Pałac Hollenderów                             |         |
| 51°06′39″N 17°01′10″E/51,110936 17,019428 | Anka                                                                   | Sokolnicza 7/17 pawilon 37     | Tomasz Moczek         | Galeria Panny Młodej „Bellissima”             |         |
| 51°07′48″N 17°02′34″E/51,130000 17,042778 | Antonio Okulista                                                       | Zakładowa 11                   | Jan Żelbromski        | Wrocławskie Centrum Okulistyczne              |         |
| 51°06′08″N 17°01′49″E/51,102128 17,030414 | Antykwarek                                                             | plac Tadeusza Kościuszki 15-14 | Tomasz Moczek         | antykwariat „DAES”                            |         |
| 51°05′27″N 17°02′00″E/51,090742 17,033200 | Aquaparczki - Moczypięta - Chlapibrzuch                                | Borowska 99                    | Tomasz Moczek         | Aquapark Wrocław                              |         |
| 51°06′50″N 17°05′04″E/51,114003 17,084433 | Archimax                                                               | Mikołaja Kopernika 19          | Beata Zwolańska-Hołod | Dom Maxa Berga                                |         |
| 51°05′37″N 17°03′31″E/51,093614 17,058575 | Artgeistki - Malarz - Grafik                                           | Krakowska 37-45                | Tomasz Moczek         | siedziba Artgeist.pl                          |         |
| 51°06′25″N 17°01′40″E/51,107028 17,027889 | Asanek                                                                 | plac Wolności 7                | Marlena Zakrzewska    | Fabryka Energii Centrum Jogi Wrocław          |         |
| 51°06′44″N 17°01′49″E/51,112211 17,030394 | Atlasik                                                                | Łaciarska 4                    | Tomasz Moczek         | Business Centre „Save The World“              |         |
| 51°03′25″N 17°01′58″E/51,057028 17,032861 | Aurer (Anielski)                                                       | Gen. S. Grota Roweckiego 114b  | Piotr Makała          | Osiedle Aura                                  |         |
| 51°06′31″N 17°03′55″E/51,108669 17,065203 | Automatek                                                              | Łukasiewicza 7/9               | Tomasz Moczek         | Wydział Mechaniczny Politechniki Wrocławskiej |         |

### B
| Współrzędne                               | Imię                                              | Adres                                       | Autor                       | Lokalizacja                                             | Zdjęcie |
| ----------------------------------------- | ------------------------------------------------- | ------------------------------------------- | --------------------------- | ------------------------------------------------------- | ------- |
| 51°06′54″N 17°02′41″E/51,114892 17,044817 | Bagażowy                                          | Świętego Idziego 2                          | nieznany                    | Hotel im. Jana Pawła II                                 |         |
| 51°07′21″N 16°59′00″E/51,122594 16,983375 | Bajkusia                                          | Kłodnicka 22                                | Beata Zwolańska-Hołod       | Przedszkole „Bajka”                                     |         |
| 51°06′28″N 17°01′57″E/51,107861 17,032417 | Bankier                                           | Świdnicka 11                                | nieznany                    | kawiarnia „Barbara”                                     |         |
| 51°07′21″N 16°59′00″E/51,122594 16,983375 | Bankomatki - Bankomatnik - Pinek - Chipuś         | Kuźnicza 17-19                              | Marcin Łuczkowski           | IV Oddział Banku Zachodniego WBK                        |         |
| 51°06′36″N 17°01′49″E/51,109989 17,030289 | Bankuś Pieniążek                                  | Rynek 9/11                                  | Beata Zwolańska–Hołod       | kamienica Pod Siedmioma Elektorami                      |         |
| 51°06′46″N 17°01′09″E/51,112858 17,019200 | Barduś                                            | Jacka Kaczmarskiego plac Solidarności 1/3/5 | Beata Zwolańska–Hołod       | Zarząd Regionu NSZZ Solidarność                         |         |
| 51°07′08″N 16°59′22″E/51,118772 16,989347 | Bartek z Butolandii                               | Mińsk Mazowiecki gen. K. Sosnkowskiego 83   | Paweł Osóbka                | siedziba firmy Bartek S.A.                              |         |
| 51°06′36″N 17°01′56″E/51,109914 17,032136 | Bartonik                                          | Sukiennice 3/4                              | Beata Zwolańska–Hołod       | lodziarnia „Barton”                                     |         |
| 51°06′20″N 17°02′04″E/51,105569 17,034528 | Basenowe - Helpik - Bulbulek - Ratuś - Plumplumek | Teatralna 10/12                             | Tomasz Moczek               | Wrocławskie Centrum Spa basen nr 1                      |         |
| 51°06′37″N 17°01′59″E/51,110142 17,032997 | Bawarka                                           | Rynek Ratusz 26                             | Beata Zwolańska–Hołod       | restauracja „Bierhalle”                                 |         |
| 51°06′56″N 17°01′31″E/51,115625 17,025378 | Bamboszek                                         | księdza Piotra Skargi 24-28                 | Tomasz Moczek               | Hotel B&B                                               |         |
| 51°06′44″N 17°03′35″E/51,112158 17,059631 | Bąbelek Chlaptuś                                  | plac Grunwaldzki 22                         | Marcin Łuczkowski           | Pasaż Grunwaldzki                                       |         |
| 51°10′23″N 17°10′29″E/51,173083 17,174667 | Beemicia                                          | Długołęka Wrocławska 56                     | Piotr Makała                | Team Pasierbski salon BMW                               |         |
| 51°06′29″N 17°02′17″E/51,108164 17,038106 | BEAnka                                            | Krawiecka 1-3                               | Tomasz Moczek               | Justin Center                                           |         |
| 51°06′56″N 17°01′31″E/51,115625 17,025378 | Bernaś i Warchleś                                 | Księcia Witolda 49                          | Marta Mirynowska            | Klinika „Platinum”                                      |         |
| 51°05′55″N 17°01′28″E/51,098536 17,024519 | Bellboy                                           | Powstańców Śląskich 7b                      | Piotr Makała                | Hotel Wrocław                                           |         |
| 51°06′20″N 17°01′58″E/51,105567 17,032817 | Bibliofil                                         | plac Tetralny 5                             | Paweł Osóbka                | Mediateka                                               |         |
| 51°05′38″N 17°01′12″E/51,093981 17,019925 | Biegacz                                           | Sky Tower Gwiaździsta 62                    | Tomasz Moczek               | Towarzystwo Ubezpieczeń Europa                          |         |
| 51°07′07″N 17°05′45″E/51,118500 17,095917 | Biegajło                                          | Stadion Olimpijski                          | Beata Zwolańska–Hołod       | Młodzieżowe Centrum Sportu                              |         |
| 51°06′22″N 17°02′21″E/51,106056 17,039111 | Binio (Plastuś Biniu)                             | Piotra Skargi 23                            | Jadwiga Bień Wojciech Małek | Zespół Szkół Plastycznych im. Stanisława Kopystyńskiego |         |
| 51°05′00″N 17°03′13″E/51,083472 17,053667 | Boliząbek                                         | Nyska 70B                                   | Marta Mirynowska            | Stomatologia REGMED                                     |         |
| 51°06′59″N 17°02′50″E/51,116347 17,047283 | Botanik                                           | Henryka Sienkiewicza 23                     | Marcin Łuczkowski           | Ogród Botaniczny                                        |         |
| 51°06′42″N 16°58′17″E/51,111767 16,971500 | Budinpolek                                        | Traktatowa 1                                | Beata Zwolańska–Hołod       | siedziba firmy „Budinpol”                               |         |
| 51°06′46″N 17°01′53″E/51,112833 17,031472 | Budoludki                                         | Odrzańska 22                                | Beata Zwolańska–Hołod       | Dolnośląska Okręgowa Izba Inżynierów Budownictwa        |         |
| 51°05′57″N 16°59′51″E/51,099061 16,997481 | Bumarek i Fadromka                                | Grabiszyńska 163                            | Beata Zwolańska–Hołod       | siedziba firmy „Bumar”                                  |         |

### C
| Współrzędne                               | Imię                       | Adres                       | Autor                           | Lokalizacja                                                | Zdjęcie         |
| ----------------------------------------- | -------------------------- | --------------------------- | ------------------------------- | ---------------------------------------------------------- | --------------- |
| 51°07′00″N 16°59′49″E/51,116778 16,996889 | Ceneusz                    | Legnicka 48G                | Piotr Makała                    | Ceneo.pl                                                   |                 |
| 51°09′30″N 17°00′28″E/51,158278 17,007833 | Centrostaluś               | Pełczyńska 4                | Piotr Makała                    | Centrostal                                                 |                 |
| 51°10′21″N 17°00′15″E/51,172450 17,004250 | Cebitek                    | Kominiarska 42b             | Piotr Makała                    | CebitGroup                                                 |                 |
| 51°06′48″N 16°59′56″E/51,113333 16,998972 | Cermigiusz                 | Strzegomska 38-40           | Beata Zwolańska–Hołod           | Cermag sp. z o.o.                                          |                 |
| 51°06′42″N 17°01′47″E/51,111775 17,029775 | Chemik                     | Ignacego Łukasiewicza 2     | nieznany                        | Wydział Chemiczny (A2) Politechniki Wrocławskiej           |                 |
| 51°06′28″N 17°03′48″E/51,107833 17,063194 | Chemik II                  | Cypriana Kamila Norwida 1/3 | Tomasz Moczek                   | Wydział Chemiczny Politechniki Wrocławskiej                |                 |
| 51°06′33″N 17°04′03″E/51,109167 17,067436 | Chirurg                    | Marii Curie-Skłodowskiej 65 | Bogna Kozera-Radomska           | Klinika Chirurgii Przewodu Pokarmowego i Chirurgii Ogólnej |                 |
| 51°06′16″N 17°01′54″E/51,104578 17,031619 | Chodziarz (Johnnie Walker) | Świdnicka 38A               | Beata Zwolańska–Hołod           | Pogodynka                                                  |                 |
| 51°07′01″N 17°02′15″E/51,117061 17,037514 | Chuścioszka i Mały Krasnal | Wyspa Bielarska             | nieznany                        | Kładka Żabia                                               |                 |
| 51°06′37″N 17°02′01″E/51,110417 17,033625 | Ciastuś i Amorinek         | Wita Stwosza 1-2            | Beata Zwolańska–Hołod           | kafejka amorinio.pl                                        |                 |
| 51°06′42″N 17°01′47″E/51,111775 17,029775 | Chrapek                    | Kiełbaśnicza 24-25          | Beata Zwolańska–Hołod           | hotel „Patio”                                              |                 |
| 51°07′38″N 17°01′31″E/51,127306 17,025389 | Clara                      | Kleczkowska 45              | Beata Zwolańska–Hołod           | Centrum Szkoleniowe i Salon Sprzedaży Clarena              |                 |
| 51°05′51″N 17°02′01″E/51,097389 17,033472 | Concierge                  | Sucha 1                     | Grzegorz Łagowski               | Galeria Wroclavia                                          |                 |
| 51°04′29″N 17°00′12″E/51,074722 17,003444 | Consulencjusz Italicus     | Wawrzyniaka 6               | nieznany                        | Bosetti Global Consulting                                  |                 |
| 51°08′01″N 17°03′57″E/51,133472 17,065972 | Costek                     | Macieja Miechowity 2        | nieznany                        | Hurtownia Costa                                            |                 |
| 51°06′41″N 17°01′39″E/51,111450 17,027389 | Czajczyński                | Białoskórnicza 10           | Jan Żelbromski                  | Czajczyński nieruchomości                                  |                 |
| 51°06′12″N 17°02′00″E/51,103233 17,033358 | Czystek                    | Czysta 4                    | Marta Mirynowska i Piotr Makala | „Czysta4”                                                  | Krasnal Czystek |

### D
| Współrzędne                               | Imię                                                 | Adres                   | Autor                                 | Lokalizacja | Zdjęcie |
| ----------------------------------------- | ---------------------------------------------------- | ----------------------- | ------------------------------------- | --- | ------- |
| 51°07′15″N 17°03′21″E/51,120778 17,055739 | Dąbrek Pierwszy                                      | Nowowiejska 78          | Beata Zwolańska–Hołod                 | Szkoła Podstawowa nr 1 im. Marii Dąbrowskiej                                                                   |         |
| 51°07′36″N 16°57′59″E/51,126681 16,966353 | Dedaliusz                                            | Bulwar Dedala           | Tomasz Moczek                         | osiedle Lokum da Vinci                                                                                         |         |
| 51°07′35″N 17°06′19″E/51,126414 17,105167 | Dekoralek                                            | Kwidzyńska 8            | Agata Gwizd                           | Centrum Dekoral Professional                                                                                   |         |
| 51°06′22″N 17°01′53″E/51,106094 17,031447 | Detektyw Magda Rabusie - Przewodnik - Chlor - Szrama | Świdnicka 34            | Grzegorz Łagowski                     | Hotel Monopol                                                                                                  |         |
| 51°06′34″N 17°01′45″E/51,109472 17,029194 | Demokracja                                           | Plac Solny              | Jean Louis Kotagomba                  | Komitet Obrony Demokracji                                                                                      |         |
| 51°09′19″N 17°08′26″E/51,155147 17,140592 | DHL                                                  | Bierutowska 75          | Grzegorz Łagowski                     | DHL |         |
| 51°04′35″N 17°01′55″E/51,076283 17,032058 | Diagnostek                                           | Ołbinska 32             | Grzegorz Łagowski                     | Pracownia diagnostyki obrazowej Affidea                                                                        |         |
| 51°04′35″N 17°01′55″E/51,076283 17,032058 | Diagnozjusz                                          | Borowska 211            | Beata Zwolańska–Hołod                 | Wydział Farmacji Uniwersytetu Medycznego                                                                       |         |
| 51°06′35″N 17°01′45″E/51,109667 17,029194 | Dialogomir                                           | plac Solny              | Grzegorz Łagowski                     | północno-zachodni narożnik placu                                                                               |         |
| 51°06′29″N 17°01′57″E/51,107917 17,032444 | Ditek                                                | Świdnicka 7             | Beata Zwolańska-Hołod                 | kawiarnia „Barbara”                                                                                            |         |
| 51°06′32″N 17°01′46″E/51,109003 17,029544 | Długi                                                | plac Solny 16           | Marcin Łuczkowski                     | Stara Giełda                                                                                                   |         |
| 51°07′21″N 16°55′15″E/51,122611 16,920808 | Dobrotek                                             | Objazdowa 50            | Marcin Łuczkowski                     | Kancelaria Prawa Gospodarczego KOKSZTYS (zlicytowany podczas XIV finału Wielkiej Orkiestry Świątecznej Pomocy) |         |
| 51°06′17″N 17°07′04″E/51,104833 17,117667 | Doktor Basia i Krasnalątko                           | Canaletta 53            | Beata Zwolańska–Hołod                 | Gabinet Neurologii Dziecięcej dr Barbara Ujma-Czapska                                                          |         |
| 51°08′29″N 17°01′34″E/51,141369 17,026150 | Doktor Cornelius                                     | Bezpieczna 2            | Marlena Zakrzewska                    | Klinika Cornelius Dental                                                                                       |         |
| 51°08′20″N 16°59′29″E/51,138972 16,991500 | Drukarz                                              | Osobowicka 89           | Marta Mirynowska Małgorzata Kaszyńska | Przedsiębiorstwo poligraficzne „KEA”                                                                           |         |
| 51°06′52″N 17°02′36″E/51,114556 17,043333 | Drukarz Kacper                                       | Katedralna 1/3          | Grzegorz Łagowski                     | Wydawnictwa Wrocławskiej Księgarni Archidiecezjalnej TUM                                                       |         |
| 51°06′36″N 17°02′00″E/51,109994 17,033347 | Dryndek (Gadofonik)                                  | Rynek 35                | Tomasz Moczek                         | Piwiarnia „Bernard”                                                                                            |         |
| 51°05′56″N 17°02′12″E/51,098861 17,036758 | Dworcowe - Ciągnący walizkę                          | Józefa Piłsudskiego 105 | Marta Mirynowska                      | dworzec kolejowy Wrocław Główny                                                                                |         |
| 51°05′56″N 17°02′12″E/51,098861 17,036758 | Dworcowe - Ciągnący walizkę                          | Józefa Piłsudskiego 105 | Marta Mirynowska                      | dworzec kolejowy Wrocław Główny                                                                                |         |
| 51°05′56″N 17°02′12″E/51,098861 17,036758 | - Leżący na trawie                                   | Józefa Piłsudskiego 105 | Marta Mirynowska                      | dworzec kolejowy Wrocław Główny                                                                                |         |
| 51°05′56″N 17°02′12″E/51,098861 17,036758 | - Siedzący na walizce                                | Józefa Piłsudskiego 105 | Tomasz Moczek                         | dworzec kolejowy Wrocław Główny                                                                                |         |
| 51°06′37″N 17°02′01″E/51,110281 17,033531 | Dziupelka                                            | Rynek 39/40             | Grzegorz Łagowski                     | Lodziarnia „Dzioopla”                                                                                          |         |
| 51°08′30″N 17°02′06″E/51,141600 17,034900 | Dwudziestek                                          | Henryka Kamieńskiego 24 | Beata Zwolańska–Hołod                 | Szkoła Podstawowa nr 20                                                                                        |         |
| 51°06′22″N 17°06′22″E/51,106003 17,106139 | Dżinn                                                | Spółdzielcza 2a         | Beata Zwolańska–Hołod                 | XI Liceum Ogólnokształcące im. Stanisława Konarskiego                                                          |         |

### E
| Współrzędne                               | Imię                                                            | Adres                         | Autor                 | Lokalizacja                                                      | Zdjęcie |
| ----------------------------------------- | --------------------------------------------------------------- | ----------------------------- | --------------------- | ---------------------------------------------------------------- | ------- |
| 51°05′38″N 17°03′43″E/51,093931 17,061869 | Edukacjusz                                                      | Krakowska 56-62               | ?                     | Wyższa Szkoła Zarządzania „Edukacja”                             |         |
| 51°05′25″N 17°01′34″E/51,090383 17,026128 | Ekonomek                                                        | Komandorska 118/120           | Beata Zwolańska–Hołod | Uniwersytet Ekonomiczny budynek A1                               |         |
| 51°06′16″N 17°02′35″E/51,104547 17,043125 | Ekonomik                                                        | Henryka Worcella 3            | Beata Zwolańska–Hołod | Zespół Szkół Ekonomiczno-Administracyjnych im. Marii Dąbrowskiej |         |
| 51°06′27″N 17°02′17″E/51,107556 17,038194 | Elementek                                                       | ks. Piotra Skargi 1/3         | nieznany              | Przejście Słodowe                                                |         |
| 51°06′42″N 17°00′37″E/51,111653 17,010292 | Elwruś Lutowniczek                                              | Braniborska 57                | Beata Zwolańska–Hołod | Elektroniczne Zakłady Naukowe im. Jeana Frédérica Joliot-Curie   |         |
| 51°06′46″N 16°59′04″E/51,112786 16,984406 | Eldżiki - Eldżej i Modułek - Tabuś i Assik - Pakerka i Pikselek | Biskupice Podgórne ulica LG 1 | Beata Zwolańska–Hołod | fabryka LG Display                                               |         |
| 51°08′43″N 17°01′29″E/51,145389 17,024833 | Endress i Hauser                                                | Wołowska 11                   | Piotr Makała          | Endress&Hauser Polska                                            |         |
| 51°06′34″N 17°02′02″E/51,109547 17,034008 | Esencjusz                                                       | Kurzy Targ 3                  | Katarzyna Nowak       | pub „Bistro Przemysłowe”                                         |         |
| 51°06′27″N 17°01′51″E/51,107503 17,030694 | Eskulapek                                                       | Kazimierza Wielkiego 45       | Beata Zwolańska–Hołod | Dolnośląska Izba Lekarska                                        |         |
| 51°06′02″N 17°02′03″E/51,100442 17,034208 | Europejczyk                                                     | Józefa Piłsudskiego 88        | Beata Zwolańska–Hołod | Hotel Europejski                                                 |         |

### F
| Współrzędne                               | Imię                  | Adres                      | Autor                         | Lokalizacja                                                   | Zdjęcie |
| ----------------------------------------- | --------------------- | -------------------------- | ----------------------------- | ------------------------------------------------------------- | ------- |
| 51°06′36″N 17°02′59″E/51,109911 17,049583 | Faksymilka            | plac Powstańców Warszawy 1 | Tomasz Moczek                 | Urząd Wojewódzki                                              |         |
| 51°06′40″N 17°01′51″E/51,111161 17,030761 | Farciarz              | Odrzańska 39/40            | Beata Zwolańska–Hołod         | sklep z pamiątkami Kamieniczka „Małgosia”                     |         |
| 51°04′35″N 17°01′55″E/51,076283 17,032058 | Farmaceuta Akademicki | Borowska 211               | Beata Zwolańska–Hołod         | Wydział Farmacji Uniwersytetu Medycznego                      |         |
| 51°04′51″N 17°03′20″E/51,080878 17,055475 | Farmacjusz            | Ziębicka 40                | Beata Zwolańska–Hołod         | US Pharmacia                                                  |         |
| 51°05′44″N 16°58′46″E/51,095564 16,979314 | Fatuś                 | Grabiszyńska 281           | Marta Mirynowska Piotr Makała | Fabryka Automatów Tokarskich                                  |         |
| 51°06′55″N 17°06′07″E/51,115342 17,102050 | Fizolek               | Adama Mickiewicza 58       | Marta Mirynowska              | Wydział Fizjoterapii AWF (P-5) Akademii Wychowania Fizycznego |         |
| 51°05′40″N 17°01′18″E/51,094417 17,021778 | Flebuś                | Powstańców Śląskich 82a    | nieznany                      | Sklep „Aldi”                                                  |         |
| 51°06′24″N 17°01′55″E/51,106742 17,031861 | Florianek             | Świdnicka 21/23            | Grzegorz Łagowski             | Dom towarowy Solpol                                           |         |
| 51°06′34″N 17°01′55″E/51,109444 17,032083 | Franek Moczymordka    | Rynek Ratusz 1             | Grzegorz Łagowski             | Piwnica Świdnicka                                             |         |
| 51°05′41″N 17°02′15″E/51,094772 17,037461 | Freudek               | Dawida 1a                  | Marta Mirynowska              | Instytut Psychologii Uniwersytetu Wrocławskiego               |         |
| 51°06′46″N 16°58′55″E/51,112850 16,981992 | Fuger Bankowy         | Fabryczna 29/31            | Beata Zwolańska–Hołod         | Wyższa Szkoła Bankowa                                         |         |

### G
| Współrzędne                               | Imię                       | Adres                       | Autor                 | Lokalizacja                                            | Zdjęcie |
| ----------------------------------------- | -------------------------- | --------------------------- | --------------------- | ------------------------------------------------------ | ------- |
| 51°04′54″N 17°02′11″E/51,081536 17,036275 | Gasiorek                   | Borowska 138                | Tomasz Moczek         | Wojewódzka Komenda Straży Pożarnej                     |         |
| 51°04′54″N 17°02′11″E/51,081536 17,036275 | Gastronomek                | Kamienna 86                 | Iga Mąkowska          | Zespół Szkół Gastronomicznych                          |         |
| 51°05′36″N 17°03′33″E/51,093231 17,059072 | Gaviusz                    | Krakowska 13                | Marek Stankiewicz     | Instal-Konsorcjum                                      |         |
| 51°06′04″N 17°02′23″E/51,101122 17,039678 | Gazeciarz                  | plac Tadeusza Kościuszki    | Małgorzata Kaszyńska  | kiosk z gazetami                                       |         |
| 51°06′53″N 17°02′33″E/51,114642 17,042633 | Gazuś                      | Most Tumski                 | Tomasz Moczek         | latarnia gazowa nr 4                                   |         |
| 51°06′58″N 17°01′50″E/51,116206 17,030653 | Geolog                     | Wojciecha Cybulskiego 30-34 | Marcin Łuczkowski     | Instytut Nauk Geologicznych Uniwersytetu Wrocławskiego |         |
| 51°06′32″N 17°01′46″E/51,109000 17,029494 | Giełduś                    | plac Solny 16               | Tomasz Moczek         | Stara Giełda                                           |         |
| 51°06′37″N 17°04′23″E/51,110172 17,073097 | Gilbert                    | Parkowa 8                   | Beata Zwolańska–Hołod | Hotel „Grape”                                          |         |
| 51°08′15″N 17°01′41″E/51,137594 17,028153 | Gimnazjalista              | Czeska 40                   | Alicja Zgraja         | Gimnazjum nr 27 im. Ossolineum                         |         |
| 51°06′30″N 17°01′37″E/51,108278 17,026861 | Gladiatorek                | Krupnicza 5                 | nieznany              | Sklep Gladiator-Fight                                  |         |
| 51°06′29″N 17°01′58″E/51,108000 17,032722 | Glamour                    | Świdnicka 8                 | nieznany              | kawiarnia „Barbara”                                    |         |
| 51°06′26″N 17°03′25″E/51,107306 17,056806 | Glukozjusz Herba Cukrzycki | Wybrzeże Wyspiańskiego 20   | Beata Zwolańska–Hołod | Apteka Herba                                           |         |
| 51°06′56″N 17°03′05″E/51,115667 17,051361 | Golasek                    | Wyszyńskiego 39             | Tomasz Moczek         | Szyciokawiarnia Nr 1                                   |         |
| 51°08′15″N 17°01′41″E/51,137594 17,028153 | Googlak                    | plac Bema 2                 | nieznany              | Bema Plaza                                             |         |
| 51°04′18″N 17°02′03″E/51,071761 17,034056 | Golduś                     | Jerzego Kukuczki 5          | nieznany              | Centrum Medyczne GOLDEN CARE                           |         |
| 51°06′36″N 17°01′52″E/51,109986 17,031097 | Gołębnik                   | Rynek Ratusz 2              | Marcin Łuczkowski     | parapet restauracji „Pod Papugami”                     |         |
| 51°10′30″N 17°01′23″E/51,175089 17,023056 | Gościnek                   | Sułowska 39                 | Beata Zwolańska–Hołod | hotel „Jasek”                                          |         |
| 51°05′40″N 16°58′53″E/51,094528 16,981444 | Grabcio                    | Grabiszyńska 240            | Beata Zwolańska–Hołod | Tarasy Grabiszyńskie                                   |         |
| 51°06′31″N 17°02′06″E/51,108622 17,035058 | Grajek i Meloman           | Oławska 10                  | Beata Zwolańska–Hołod | kwiaciarnia                                            |         |
| 51°06′44″N 17°03′31″E/51,112233 17,058650 | Grun-Waldek (Giermek)      | plac Grunwaldzki 22         | Marcin Łuczkowski     | Pasaż Grunwaldzki                                      |         |
| 51°06′27″N 17°01′56″E/51,107611 17,032278 | Gryfosław                  | Świdnicka 13                | Beata Zwolańska-Hołod | Przejście Dialogu                                      |         |
| 51°06′41″N 17°02′04″E/51,111417 17,034389 | Gwaruś                     | Kotlarska 41                |                       | Okręgowy Urząd Górniczy                                |         |

### H
| Współrzędne                               | Imię                   | Adres                      | Autor                 | Lokalizacja                                           | Zdjęcie |
| ----------------------------------------- | ---------------------- | -------------------------- | --------------------- | ----------------------------------------------------- | ------- |
| 51°05′57″N 17°01′33″E/51,099106 17,025950 | HaPek                  | Powstańców Śląskich 7A     | Beata Zwolańska–Hołod | Centrum Biurowe „Globis“                              |         |
| 51°06′20″N 17°02′21″E/51,105522 17,039275 | Harcuś                 | Nowa 6                     | Beata Zwolańska–Hołod | Chorągiew Dolnośląska ZHP im. hm. Stefana Mirowskiego |         |
| 51°06′38″N 17°02′01″E/51,110608 17,033642 | Harivansh Rai Bachchan | Kuźnicza Wita Stwosza      | nieznany              | salon jubilerski „Kruk”                               |         |
| 51°06′33″N 17°00′03″E/51,109189 17,000708 | Harfuś                 | Robotnicza 52A             | Tomasz Moczek         | Dolnośląskie Centrum Rowerowe Harfa-Harrysonn         |         |
| 51°11′09″N 17°13′33″E/51,185889 17,225750 | Hewuś                  | Byków, ul.Przemysłowa 1    | nieznany              | HEWEA                                                 |         |
| 51°06′18″N 17°04′28″E/51,104914 17,074389 | Hipoczyściciel         | Zygmunta Wróblewskiego 1-5 | Marcin Łuczkowski     | Ogród Zoologiczny przy wybiegu dla hipopotamów        |         |
| 51°06′39″N 17°02′22″E/51,110789 17,039353 | Hohelka                | plac Nowy Targ 27          | Małgorzata Kaszyńska  | Bar „Jacek i Agatka”                                  |         |
| 51°06′58″N 17°03′58″E/51,116047 17,066097 | Honorek                | Czerwonego Krzyża 5/9      | Tomasz Moczek         | Regionalne Centrum Krwiodawstwa i Krwiolecznictwa     |         |
| 51°10′55″N 17°01′32″E/51,181878 17,025589 | Hortuś                 | Psary Główna 1C            | Beata Zwolańska–Hołod | Galeria Ogrodnicza Zielone Centrum                    |         |
|                                           | Hotelarz               | aktualne miejsce nieznane  |                       |                                                       |         |
| 51°07′29″N 16°59′51″E/51,124828 16,997608 | Hugonek                | Jelenia 7                  | Beata Zwolańska–Hołod | Gimnazjum nr 1 im. Hugona Steinhausa                  |         |
| 51°07′29″N 16°59′51″E/51,124828 16,997608 | Hulk i Ryszard         | Kiełczowska 177            | Tomasz Moczek         | Senso del Gusto Ristorante&Pizzeria                   |         |
| 51°06′51″N 17°01′50″E/51,114144 17,030553 | Hydrotechnik           | Mosty Pomorskie            | nieznany              | jaz Elektrowni Wodnej Wrocław II                      |         |

### I
| Współrzędne                               | Imię      | Adres                     | Autor             | Lokalizacja                                                         | Zdjęcie |
| ----------------------------------------- | --------- | ------------------------- | ----------------- | ------------------------------------------------------------------- | ------- |
| 51°06′28″N 17°04′28″E/51,107806 17,074444 | Iasek     | Wystawowa 1               | Tomasz Moczek     | siedziba firmy „IASE”                                               |         |
| 51°04′55″N 17°01′25″E/51,081978 17,023744 | Impluś    | Ślężna 118                | Grzegorz Łagowski | siedziba firmy „Impel”                                              |         |
| 51°07′31″N 16°54′47″E/51,125200 16,913142 | Insercik  | Jerzmanowska 2            | Marcin Łuczkowski | siedziba firmy „InsERT”                                             |         |
| 51°07′05″N 17°02′57″E/51,118139 17,049275 | Inwigiluś | Jana Matejki 6            |                   | Rada Wojewódzka Sojuszu Lewicy Demokratycznej                       |         |
| 51°06′26″N 17°05′01″E/51,107122 17,083636 | IP-ek     | Mikołaja Kopernika 5      | Marta Mirynowska  | Ośrodek Szkolenia Państwowej Inspekcji Pracy im. prof. Jana Rosnera |         |
| 51°08′11″N 17°02′26″E/51,136506 17,040511 | Islamek   | aleja Jana Kasprowicza 24 | nieznany          | Islamic Center                                                      |         |
| 51°06′45″N 17°01′57″E/51,112500 17,032408 | Italudek  | Więzienna 21              | Luca Montagliani  | Pizzeria Trattoria „Capri”                                          |         |

### J
| Współrzędne                               | Imię                           | Adres                          | Autor          | Lokalizacja                      | Zdjęcie |
| ----------------------------------------- | ------------------------------ | ------------------------------ | -------------- | -------------------------------- | ------- |
| 51°06′41″N 17°02′02″E/51,111325 17,033792 | Janinek                        | Kuźnicza 57/58                 | nieznany       | Salon Kosmetyczny „Babor”        |         |
| 51°06′40″N 17°01′41″E/51,110972 17,028111 | Jędruś i Zośka                 | Rzeźnicza 28-31                | Tomasz Moczek  | Coctail Bar Max&Dom Whisky       |         |
| 51°07′13″N 17°05′48″E/51,120222 17,096806 | Tomek Jędrzejak i dwa krasnale | Ignacego Jana Paderewskiego 35 | nieznany       | Stadion Olimpijski               |         |
| 51°07′48″N 17°02′34″E/51,130000 17,042778 | Julian Okulista                | Zakładowa 11                   | Jan Żelbromski | Wrocławskie Centrum Okulistyczne |         |

### K
| Współrzędne                               | Imię | Adres                             | Autor                             | Lokalizacja                                                                              | Zdjęcie |
| ----------------------------------------- | --- | --------------------------------- | --------------------------------- | ---------------------------------------------------------------------------------------- | ------- |
| 51°06′38″N 17°02′00″E/51,110611 17,033333 | Kacuś | Rynek 42/43                       | Piotr Makała                      | Apteka „Pod Podwójnym Złotym Orłem”                                                      |         |
| 51°06′39″N 17°01′25″E/51,110872 17,023561 | Kanapownik | Ruska 37/39                       | Tomasz Moczek                     | Sklep „Domar”                                                                            |         |
| 51°03′37″N 17°00′13″E/51,060158 17,003611 | Kandarek | Zwycięska 9-23 lokal 7            | ?                                 | Salon Urody „Kandara”                                                                    |         |
| 51°06′32″N 17°02′02″E/51,108861 17,033778 | Kantorki | Oławska 5                         | Tomasz Moczek                     | Kantor „Gant”                                                                            |         |
| 51°06′37″N 17°07′32″E/51,110261 17,125531 | Kapitan Jack Port | Chałupnicza 55                    | Grzegorz Łagowski                 | Osiedle Nowy Port                                                                        |         |
| 51°06′50″N 17°02′30″E/51,113847 17,041781 | Kapitańskie Bliźniaki                                                                                                   | przystań Bulwar Piotra Włostowica | Beata Zwolańska–Hołod             | Statki „Nereida” i „Wiktoria”                                                            |         |
| 51°06′05″N 17°01′49″E/51,101272 17,030144 | Kasyniarze - Hazarduś - Pokerek - Farciarz                                                                              | Józefa Piłsudskiego 66            | Wojciech Nowak                    | Olympic Casino                                                                           |         |
| 51°04′57″N 17°03′11″E/51,082603 17,053011 | Kauflandki - Centrek - Marketek - Logistek                                                                              | Armii Krajowej                    |                                   | Siedziba główna Kaufland Polska                                                          |         |
| 51°06′52″N 17°02′38″E/51,114550 17,043817 | Kawiarek (Ostrowiak) | Katedralna 6                      | Piotr Makała                      | Cafeteria Chic                                                                           |         |
| 51°07′30″N 17°04′26″E/51,125056 17,073917 | Kazio | Ludwika Krzywickiego 8            | Piotr MakałaMarta Mirynowska      | prywatna posesja                                                                         |         |
| 51°05′49″N 16°59′46″E/51,097025 16,996011 | Kibic | Oporowska 62                      | Marcin Łuczkowski                 | WKS Śląsk Wrocław                                                                        |         |
| 51°06′33″N 17°01′35″E/51,109056 17,026528 | Kinoman młodszy | Kazimierza Wielkiego 19a-21       | Beata Zwolańska–Hołod             | kino „Nowe Horyzonty”                                                                    |         |
| 51°07′05″N 17°04′02″E/51,117961 17,067161 | Klaun | Odona Bujwida 44                  | Beata Zwolańska–Hołod             | KlinikaTransplantacji Szpiku, Onkologii i Hematologii Dziecięcej                         |         |
| 51°06′35″N 17°02′04″E/51,109642 17,034317 | Klucznik | Szewska 74                        | Marcin Łuczkowski                 | siedziba firmy „Gant Development”                                                        |         |
| 51°06′45″N 17°03′25″E/51,112556 17,056889 | Kolanki | Marii Curie-Skłodowskiej 12       | nieznany                          | siedziba firmy „Smith & Nephew”                                                          |         |
| 51°06′01″N 17°01′43″E/51,100336 17,028531 | Kolejarz | Wojciecha Bogusławskiego 61       | Tomasz Moczek                     | wiadukt kolejowy                                                                         |         |
| 51°08′35″N 16°51′59″E/51,143019 16,866422 | Kolejarz II | Jana Rubczaka 20                  | Tomasz Moczek                     | stacja kolejowa Wrocław Leśnica                                                          |         |
| 51°03′48″N 17°04′50″E/51,063236 17,080667 | Kolejarze Brochowscy | Biegła 2                          | Beata Zwolańska–Hołod             | kościół św. Jerzego Męczennika i Podwyższenia Krzyża Świętego                            |         |
| 51°06′34″N 17°01′59″E/51,109450 17,033164 | Kolekcjoner | Rynek 31/32                       | Beata Zwolańska–Hołod             | dom handlowy „Feniks” IV piętro                                                          |         |
| 51°10′18″N 17°06′58″E/51,171790 17,116060 | Koncertuś | Pawłowicka 87/89                  | nieznany                          | Pałac Kornów                                                                             |         |
| 51°06′33″N 17°01′41″E/51,109222 17,028139 | Konspirek | Zaułek Solny                      | nieznany                          | Restauracja Konspira                                                                     |         |
| 51°06′33″N 17°02′01″E/51,109056 17,033500 | Koronuś | Oławska 2                         | nieznany                          | Hotel „Korona”                                                                           |         |
| 51°06′31″N 17°01′59″E/51,108694 17,033000 | Korpokrasnal | Świdnicka 2-4                     | nieznany                          | Galeria Dizajn BWA Wrocław                                                               |         |
| 51°06′38″N 17°02′01″E/51,110628 17,033653 | Kowal (Kuźnik) | Kuźnicza Wita Stwosza             | Beata Zwolańska–Hołod             | salon jubilerski „Kruk”                                                                  |         |
| 51°05′27″N 17°00′00″E/51,090711 17,000033 | Kownacek | Józefa Hallera 77a                | Beata Zwolańska–Hołod             | Przedszkole nr 141 im. Marii Kownackiej                                                  |         |
| 51°08′14″N 16°58′33″E/51,137258 16,975883 | Kozanek | Gołężycka 4a                      | Beata Zwolańska–Hołod             | Przedszkole nr 110 „Domek Krasnoludków”                                                  |         |
| 51°06′04″N 17°01′43″E/51,101139 17,028722 | Kika | Legnicka 21a                      | Marta Mirynowska                  | Biuro KiK                                                                                |         |
| 51°06′44″N 17°01′44″E/51,112122 17,028761 | Krasnal Teatralny Współczesny Powitalnik                                                                                | Rzeźnicza 12                      | Tomasz Moczek                     | Teatr Współczesny im. Edmunda Wiercińskiego                                              |         |
| 51°06′44″N 17°01′49″E/51,112211 17,030394 | Krasnal z piłką | Stare Jatki 7/8                   | Tomasz Moczek                     | Galeria „Domus”                                                                          |         |
| 51°06′23″N 17°01′38″E/51,106456 17,027083 | Krasnale Filharmonii Wrocławskiej                                                                                       | plac Wolności                     |                                   | Orkiestra 21 krasnali                                                                    |         |
| 51°06′23″N 17°01′38″E/51,106456 17,027083 | Krasnale Filharmonii Wrocławskiej                                                                                       | plac Wolności                     | Dyrygent                          |                                                                                          |         |
| 51°06′23″N 17°01′38″E/51,106456 17,027083 | Krasnale Filharmonii Wrocławskiej                                                                                       | plac Wolności                     | Altowiolinista I                  |                                                                                          |         |
| 51°06′23″N 17°01′38″E/51,106456 17,027083 | Krasnale Filharmonii Wrocławskiej                                                                                       | plac Wolności                     | Altowiolinista II                 |                                                                                          |         |
| 51°06′23″N 17°01′38″E/51,106456 17,027083 | Krasnale Filharmonii Wrocławskiej                                                                                       | plac Wolności                     | Skrzypek I                        |                                                                                          |         |
| 51°06′23″N 17°01′38″E/51,106456 17,027083 | Krasnale Filharmonii Wrocławskiej                                                                                       | plac Wolności                     | Pierwszy Skrzypek                 |                                                                                          |         |
| 51°06′23″N 17°01′38″E/51,106456 17,027083 | Krasnale Filharmonii Wrocławskiej                                                                                       | plac Wolności                     | Skrzypek II                       |                                                                                          |         |
| 51°06′23″N 17°01′38″E/51,106456 17,027083 | Krasnale Filharmonii Wrocławskiej                                                                                       | plac Wolności                     | Kontrabasista I                   |                                                                                          |         |
| 51°06′23″N 17°01′38″E/51,106456 17,027083 | Krasnale Filharmonii Wrocławskiej                                                                                       | plac Wolności                     | Tubista                           |                                                                                          |         |
| 51°06′23″N 17°01′38″E/51,106456 17,027083 | Krasnale Filharmonii Wrocławskiej                                                                                       | plac Wolności                     | Kontrabasista II                  |                                                                                          |         |
| 51°06′23″N 17°01′38″E/51,106456 17,027083 | Krasnale Filharmonii Wrocławskiej                                                                                       | plac Wolności                     | Puzonista                         |                                                                                          |         |
| 51°06′23″N 17°01′38″E/51,106456 17,027083 | Krasnale Filharmonii Wrocławskiej                                                                                       | plac Wolności                     | Puzonista Basowy                  |                                                                                          |         |
| 51°06′23″N 17°01′38″E/51,106456 17,027083 | Krasnale Filharmonii Wrocławskiej                                                                                       | plac Wolności                     | Wiolonczelista I                  |                                                                                          |         |
| 51°06′23″N 17°01′38″E/51,106456 17,027083 | Krasnale Filharmonii Wrocławskiej                                                                                       | plac Wolności                     | Trębacz                           |                                                                                          |         |
| 51°06′23″N 17°01′38″E/51,106456 17,027083 | Krasnale Filharmonii Wrocławskiej                                                                                       | plac Wolności                     | Wiolonczelista II                 |                                                                                          |         |
| 51°06′23″N 17°01′38″E/51,106456 17,027083 | Krasnale Filharmonii Wrocławskiej                                                                                       | plac Wolności                     | Waltornista                       |                                                                                          |         |
| 51°06′23″N 17°01′38″E/51,106456 17,027083 | Krasnale Filharmonii Wrocławskiej                                                                                       | plac Wolności                     | Klarnecista                       |                                                                                          |         |
| 51°06′23″N 17°01′38″E/51,106456 17,027083 | Krasnale Filharmonii Wrocławskiej                                                                                       | plac Wolności                     | Klarnecista Basowy                |                                                                                          |         |
| 51°06′23″N 17°01′38″E/51,106456 17,027083 | Krasnale Filharmonii Wrocławskiej                                                                                       | plac Wolności                     | Flecista                          |                                                                                          |         |
| 51°06′23″N 17°01′38″E/51,106456 17,027083 | Krasnale Filharmonii Wrocławskiej                                                                                       | plac Wolności                     | Fagocista                         |                                                                                          |         |
| 51°06′23″N 17°01′38″E/51,106456 17,027083 | Krasnale Filharmonii Wrocławskiej                                                                                       | plac Wolności                     | Perkusista                        |                                                                                          |         |
| 51°06′23″N 17°01′38″E/51,106456 17,027083 | Krasnale Filharmonii Wrocławskiej                                                                                       | plac Wolności                     | Kotlarz                           |                                                                                          |         |
| 51°06′05″N 17°04′04″E/51,101392 17,067917 | Krasnale PAN - Czarodziej - Magnetyzer - Kelwinek                                                                       | Okólna 2                          | nieznany                          | Instytut Niskich Temperatur i Badań Strukturalnych im. Włodzimierza Trzebiatowskiego PAN |         |
| 51°07′47″N 17°02′41″E/51,129658 17,044619 | Krasnale Promenad Wrocławskich                                                                                          | Antoniego Słonimskiego            |                                   | osiedle „Promenady Wrocławskie”                                                          |         |
| 51°06′35″N 16°52′48″E/51,109586 16,880022 | Krasnale Przylądka Nadziei                                                                                              | Graniczna 190                     | Beata Zwolańska–Hołod             | Port Lotniczy im. Mikołaja Kopernika terminal pasażerski                                 |         |
| 51°06′30″N 17°01′34″E/51,108331 17,026033 | Krasnale tolerancji - Grający na bębnie - Grający na saksofonie                                                         | św. Antoniego 2/4                 | José Torres Beata Zwolańska–Hołod | „Pasaż Pokoyhof”                                                                         |         |
| 51°06′19″N 17°01′59″E/51,105378 17,033100 | Krasnale wodne - Wierzbownik - Zbierający Wodę - Puszczający Stateczki - Karmiący Ptaki - Ogrodnik - Aktor - Parasolnik | plac Teatralny 4                  | Paweł Pawlak                      | fontanna przed Teatrem Lalek                                                             |         |
| 51°05′56″N 17°01′42″E/51,098808 17,028214 | Krasnale z Gildii Kupieckiej - Zakupek - Bracia O’Hurt - Promocjusz i Przecennik                                        | Komandorska 21                    | Tomasz Moczek                     | sklep „Epi”                                                                              |         |
| 51°05′53″N 17°02′16″E/51,098078 17,037822 | Krasnalica | Józefa Piłsudskiego 105           | Marta Mirynowska                  | dworzec kolejowy Wrocław Główny peron 2                                                  |         |
| 51°03′30″N 17°03′34″E/51,058444 17,059472 | Krasnalkowa kolejka wyborców - Wyborcław - Demokracjusz - Maniek - Jagodzianka                                          | Jagodzińska 15                    | Beata Zwolańska-Hołod             | Siedziba Rady Osiedla Jagodno                                                            |         |
| 51°05′39″N 17°03′42″E/51,094133 17,061806 | Kreacjusz | Krakowska 56-62 budynek A         | Stanisław Lenar                   | Lama Media                                                                               |         |
| 51°07′33″N 16°58′51″E/51,125828 16,980939 | Kruszek z wróbelkiem Łakomczuszkiem                                                                                     | Legnicka 158                      | Beata Zwolańska-Hołod             | Cukiernia Wolak                                                                          |         |
| 51°06′53″N 17°01′42″E/51,114778 17,028389 | Książę Witold | Księcia Witolda 13                | Marta Mirynowska Piotr Makała     | Bulwary Książęce                                                                         |         |
| 51°05′41″N 17°01′42″E/51,094769 17,028319 | Kupczyk | Komandorska 66                    | Marcin Łuczkowski                 | Centrum Handlowe „Arena“                                                                 |         |
| 51°06′34″N 17°05′45″E/51,109347 17,095719 | Kusy | Rafała Krajewskiego 1             | Marta Mirynowska                  | Szkoła podstawowa nr 45 im. Janusza Kusocińskiego                                        |         |

### L
| Współrzędne                               | Imię                    | Adres                          | Autor                               | Lokalizacja                                                    | Zdjęcie |
| ----------------------------------------- | ----------------------- | ------------------------------ | ----------------------------------- | -------------------------------------------------------------- | ------- |
| 51°06′40″N 17°01′53″E/51,110972 17,031306 | Lady Wolność            | Rynek 58                       | Grzegorz Łagowski                   | Dolnośląska Biblioteka Publiczna im. Tadeusza Mikulskiego      |         |
| 51°10′23″N 17°10′27″E/51,173000 17,174139 | Landuś i Defcia         | Długołęka Wrocławska 56        | Piotr Makała                        | Team Pasierbski salon Land Rovera                              |         |
| 51°06′38″N 17°03′34″E/51,110497 17,059336 | Lappek                  | Zygmunta Janiszewskiego 8      | Marta Mirynowska                    | Wydział Elektryczny (D20) Politechniki Wrocławskiej            |         |
| 51°06′18″N 16°53′59″E/51,105008 16,899650 | Latałek                 | Plac Gołębi                    | Tomasz Moczek                       | Port Lotniczy im. Mikołaja Kopernika terminal general aviation |         |
| 51°06′28″N 17°03′03″E/51,107722 17,050833 | Lesław                  | Mazowiecka 17                  | Beata Zwolańska–Hołod               | Jazz nad Odrą                                                  |         |
| 51°06′36″N 17°01′51″E/51,109917 17,030861 | Leszko                  | Stanisława Skarżyńskiego 36    | Beata Zwolańska–Hołod               | Gitarowy Rekord Guinnessa                                      |         |
| 51°07′22″N 17°02′33″E/51,122856 17,042417 | Leoś                    | Franklina Delano Roosevelta 15 | Beata Zwolańska–Hołod               | przedszkole „Leonardo”                                         |         |
| 51°06′30″N 17°02′10″E/51,108417 17,036028 | Libretta                | Oławska 18                     | Tomasz Moczek                       | Księgarnia „Tak Czytam”                                        |         |
| 51°06′36″N 17°01′55″E/51,110000 17,031861 | Lion spod znaku lwa     | Sukiennice 6                   |                                     | Lions Clubs International                                      |         |
| 51°05′21″N 17°01′02″E/51,089200 17,017233 | Listonosz               | Zygmunta Krasińskiego 1        | Beata Zwolańska–Hołod               | Muzeum Poczty i Telekomunikacji                                |         |
| 51°06′49″N 17°02′00″E/51,113611 17,033333 | Literatek vel Polonicus | Plac Uniwersytecki 1           | Beata Zwolańska–HołodSebastian Obst | Uniwersytet Wrocławski                                         |         |
| 51°06′30″N 17°01′37″E/51,108364 17,026986 | Lombardzik              | Krupnicza 3/1-B                | Beata Zwolańska–Hołod               | Lombard                                                        |         |
| 51°05′21″N 17°00′00″E/51,089092 17,000025 | Lotnicy                 | Józefa Hallera 52              | Tomasz Moczek                       | Centrum Handlowe „Borek”                                       |         |
| 51°05′41″N 17°02′13″E/51,094789 17,037000 | Lottuś                  | Joannitów 16                   | nieznany                            | IV Oddział LOTTO                                               |         |
| 51°05′57″N 17°02′25″E/51,099267 17,040192 | Luksik                  | plac Konstytucji 3 Maja 3      | Tomasz Moczek                       | Luxsoft                                                        |         |
| 51°05′19″N 17°01′00″E/51,088544 17,016553 | Luminator               | Sudecka 96/97                  | Tomasz Moczek                       | Tauron Obsługa Klienta                                         |         |
| 51°06′41″N 17°01′34″E/51,111489 17,026047 | Lunatyk                 | Św. Mikołaja 61-62             | Marcin Łuczkowski                   | Kamienica pod Lunatykiem                                       |         |
| 51°06′26″N 17°02′18″E/51,107361 17,038389 | Lunetyk                 | ks. Piotra Skargi 1/3          | Tomasz Moczek                       | Przejście Słodowe                                              |         |

### M
| Współrzędne                               | Imię                           | Adres                   | Autor                   | Lokalizacja                                                       | Zdjęcie |
| ----------------------------------------- | ------------------------------ | ----------------------- | ----------------------- | ----------------------------------------------------------------- | ------- |
| 51°05′57″N 17°06′43″E/51,099281 17,112028 | Malarz Piotruś                 | Witolda Wojtkiewicza 16 | Beata Zwolańska–Hołod   | prywatna posesja                                                  |         |
| 51°06′58″N 17°02′26″E/51,115972 17,040514 | Marian (Młynarz Tumski)        | Wyspa Słodowa 10        | Marcin Łuczkowski       | Hotel Tumski                                                      |         |
| 51°06′24″N 17°02′01″E/51,106614 17,033544 | Marysia Pięknisia              | Widok 8                 | Tomasz Moczek           | Centrum Dermatologii Estetycznej "Bagłaj"                         |         |
| 51°07′05″N 17°04′02″E/51,117961 17,067161 | Marzenka                       | Odona Bujwida 44        | Beata Zwolańska–Hołod   | Klinika Transplantacji Szpiku, Onkologii i Hematologii Dziecięcej |         |
| 51°09′08″N 17°07′56″E/51,152250 17,132260 | Marzyciel                      | Bierutowska 65/67       | Marta Mirynowska        | UTC Aerospace Systems                                             |         |
| 51°06′46″N 17°01′03″E/51,112778 17,017444 | Ma(Ste)rche(Fek)               | Świdnicka 53            | nieznany                | Restauracja Marche                                                |         |
| 51°06′43″N 17°01′48″E/51,112028 17,029889 | Mastertonek (Graham Masterton) | Kiełbaśnicza 20         | nieznany                | „Art Hotel”                                                       |         |
| 51°06′37″N 17°03′15″E/51,110400 17,054300 | Matematyk                      | plac Grunwaldzki 2      | Beata Zwolańska–Hołod   | Instytut Matematyczny Uniwersytetu Wrocławskiego                  |         |
| 51°06′20″N 16°56′56″E/51,105583 16,948772 | Max i Fliz                     | Mińska 60A              | Tomasz Moczek           | Sklep „Maz i Fliz”                                                |         |
| 51°06′49″N 17°07′56″E/51,113667 17,132194 | Mechanik                       | Swojczycka 150          | nieznany                | Serwis Samochodowy BatMan                                         |         |
| 51°07′06″N 17°05′46″E/51,118444 17,096083 | Medaliści                      | Stadion Olimpijski      | nieznany                | World Games 2017                                                  |         |
| 51°05′54″N 17°01′52″E/51,098389 17,031158 | Mellonik                       | Swobodna 1              | Agata Gwizd-Leszczyńska | BNY Mellon Aquarius Business House                                |         |
| 51°07′06″N 17°00′49″E/51,118361 17,013639 | Metrolog                       | Młodych Techników 61/63 | Beata Zwolańska–Hołod   | Przy wejściu do Okręgowego Urzędu Miar we Wrocławiu               |         |
| 51°06′42″N 17°01′40″E/51,111542 17,027794 | Mikołaj Ziółko                 | św. Mikołaja 65/68      | Tomasz Moczek           | Herbapol Wrocław S.A.                                             |         |
| 51°04′16″N 17°00′08″E/51,071092 17,002347 | Miłostek                       | Zimowa 14               | Stanisław Wysocki       | prywatna posesja                                                  |         |
| 51°06′53″N 17°02′31″E/51,114778 17,041861 | Miłostróż                      | św. Jadwigi 1           | nieznany                | Most Tumski                                                       |         |
| 51°07′09″N 17°02′19″E/51,119106 17,038600 | Miś Mokrej Łapki               | Jedności Narodowej 47   | Beata Zwolańska–Hołod   | Klubokawiarnia Cafe Równik                                        |         |
| 51°07′28″N 17°01′44″E/51,124528 17,028928 | Modruś i Odruś                 | Odrzańska 24/29         |                         | restauracja „Modra Odra”                                          |         |
| 51°07′28″N 17°01′44″E/51,124528 17,028928 | Moteusz                        | Stanisława Staszica 20  | Piotr Rychel            | sklep e-dziewiarka.pl                                             |         |
| 51°06′34″N 17°02′04″E/51,109572 17,034533 | Motocyklista                   | Szewska 10              | Mika Matylda            | Katedra św. Marii Magdaleny                                       |         |
| 51°06′34″N 17°01′27″E/51,109539 17,024283 | Murarz                         | św. Antoniego 23        | Tomasz Moczek           | Cech Rzemiosł Budowlanych                                         |         |
| 51°06′27″N 16°56′54″E/51,107378 16,948464 | Myjek                          | Graniczna 2             | ?                       | myjnia samochodowa „Aquamio“                                      |         |
| 51°04′12″N 17°00′39″E/51,069928 17,010819 | Myślichwilek                   | Wojszycka 1             | Beata Zwolańska–Hołod   | Szkoła Podstawowa nr 64 im. Władysława Broniewskiego              |         |

### N
| Współrzędne                                   | Imię          | Adres                     | Autor                 | Lokalizacja                                  | Zdjęcie |
| --------------------------------------------- | ------------- | ------------------------- | --------------------- | -------------------------------------------- | ------- |
| 51°06′01,5″N 17°01′14,1″E/51,100411 17,020581 | Nadziejnik    | W. Stysia 16              | Małgorzata Kucińska   | Parafia Rzymskokatolicka św. Ignacego Loyoli |         |
| 51°06′34″N 17°01′27″E/51,109539 17,024283     | Narcyś        | Narcyzowa 6               | Beata Zwolańska–Hołod | Przedszkole nr 59 „U Krasnala pod Narcyzem”  |         |
| 51°06′41″N 17°00′04″E/51,111525 17,001175     | Narzędziownik | Robotnicza 40             | Marcin Łuczkowski     | Sklep Elektro Serwis                         |         |
| 51°06′53″N 17°01′56″E/51,114753 17,032208     | Nawigator     | Księcia Witolda 2         | Grzegorz Łagowski     | Marina Topacz                                |         |
| 51°06′37″N 17°02′21″E/51,110167 17,039194     | Neptunek      | Purkyniego 1              |                       | Klub muzyczny „Stary Klasztor”               |         |
| 51°06′21″N 17°04′41″E/51,105750 17,078000     | Niesamowitek  | Zygmunta Wróblewskiego 2a | nieznany              | Niesamowita Polska                           |         |
| 51°06′32″N 17°02′04″E/51,108761 17,034550     | Niespodzianek | Oławska 6                 | nieznany              | Souvenirs& Toys                              |         |
| 51°07′07″N 17°05′45″E/51,118500 17,095917     | Niewypałek    | Stadion Olimpijski        | Beata Zwolańska–Hołod | Młodzieżowe Centrum Sportu                   |         |
| 51°03′54″N 16°59′05″E/51,064986 16,984744     | Niezabudka    | Wałbrzyska 2A             | Tomasz Moczek         | Przedszkole nr 56 „Niezapominajka”           |         |
| 51°06′40″N 17°01′55″E/51,111056 17,032028     | Numizmatyk    | Więzienna 1/4             | Marlena Zakrzewska    | Sklep Numizmatyczny „U Rysia”                |         |

### O
| Współrzędne                               | Imię                                | Adres                   | Autor                                                                                                 | Lokalizacja                                                   | Zdjęcie |
| ----------------------------------------- | ----------------------------------- | ----------------------- | --- | ------------------------------------------------------------- | ------- |
| 51°06′53″N 17°01′53″E/51,114728 17,031325 | O’Barek                             | Księcia Witolda 1       | Beata Zwolańska–Hołod                                                                                 | OKWineBar                                                     |         |
| 51°06′38″N 17°01′58″E/51,110686 17,032772 | Obieżysmak                          | Rynek 48                | Marcin Łuczkowski                                                                                     | Restauracja Pizza Hut                                         |         |
| 51°06′27″N 17°01′56″E/51,107606 17,032183 | Obżartuch                           | Świdnicka 13            | Beata Zwolańska–Hołod                                                                                 | Restauracja KFC „Delikatesy”                                  |         |
| 51°06′38″N 17°01′58″E/51,110686 17,032772 | Oddludek                            | Wiązowa                 | Beata Zwolańska–Hołod                                                                                 | Promenada Staromiejska                                        |         |
| 51°06′59″N 17°02′50″E/51,116303 17,047167 | Ogorzałek i Opiłek                  | św. Mikołaja 81         | Beata Zwolańska–Hołod                                                                                 | Bar Przedwojenna                                              |         |
| 51°06′59″N 17°02′50″E/51,116303 17,047167 | Ogrodnik i Kierownik                | Henryka Sienkiewicza 23 | Marcin Łuczkowski                                                                                     | Ogród Botaniczny                                              |         |
| 51°08′52″N 17°04′44″E/51,147778 17,078861 | Okniarek i Pan Porada               | Przejazdowa 13          | Tomasz Moczek                                                                                         | FixOkna                                                       |         |
| 51°07′07″N 17°00′36″E/51,118714 17,009958 | Olimpijczyk                         | Ścinawska 21            | Beata Zwolańska–Hołod                                                                                 | Szkoła Podstawowa nr 46 im. Polskich Olimpijczyków            |         |
| 51°07′12″N 17°02′59″E/51,119978 17,049675 | Ołbiniusz                           | Bolesława Prusa 64      | Beata Zwolańska–Hołod                                                                                 | Szkoła Podstawowa nr 107 im. Piotra Włostowica                |         |
| 51°06′53″N 16°58′25″E/51,114817 16,973747 | Onkuś (Germazowy Onkuś)             | Strzegomska 139         | Beata Zwolańska–Hołod oraz dzieci z Kliniki Transplantacji Szpiku, Onkologii i Hematologii Dziecięcej | Dom Samochodowy Germaz                                        |         |
| 51°07′22″N 17°02′33″E/51,122814 17,042392 | Opałek                              | Irkucka 11              | | punkt przedszkolny „Koszałki Opałki”                          |         |
| 51°06′34″N 17°04′26″E/51,109344 17,073756 | Opiekunek i Krasnomaleństwo         | Parkowa 2               | Beata Zwolańska–Hołod                                                                                 | Zespół Placówek Opiekuńczo-Wychowawczych „Dziecięcy Dom”      |         |
| 51°04′27″N 17°01′52″E/51,074294 17,031036 | Ortopeda (Crasnallus Orthopedicus)  | Borowska 213            | Beata Zwolańska–Hołod                                                                                 | Uniwersytecki Szpital Kliniczny im. Jana Mikulicza-Radeckiego |         |
| 51°04′27″N 17°01′52″E/51,074294 17,031036 | Orzech                              | Bujwida 49-51           | Grzegorz Niemyjski                                                                                    | Kościół św. Wawrzyńca                                         |         |
| 51°06′38″N 17°01′57″E/51,110489 17,032522 | Orzeźwiacz                          | Rynek Ratusz            | nieznany                                                                                              | pierzeja północna rynku, wytwarza kurtynę wodną               |         |
| 51°06′50″N 17°02′14″E/51,113953 17,037289 | Ossolineusz (Ossolinek Ossolińczyk) | Zaułek Ossolińskich     | Marcin Łuczkowski                                                                                     | Zakład Narodowy im. Ossolińskich                              |         |
| 51°06′33″N 17°01′45″E/51,109067 17,029178 | Ottuś                               | plac Solny 15           | ? | Agencja Pracy OTTO                                            |         |
| 51°05′38″N 17°00′54″E/51,093756 17,014900 | Ósemek                              | Zaporoska 71            | Bogusława Gasiewicz                                                                                   | VIII Liceum Ogólnokształcące im. Bolesława Krzywoustego       |         |

### P
| Współrzędne                               | Imię                                         | Adres                               | Autor                                    | Lokalizacja                                                                    | Zdjęcie |
| ----------------------------------------- | -------------------------------------------- | ----------------------------------- | ---------------------------------------- | ------------------------------------------------------------------------------ | ------- |
| 51°06′59″N 17°03′11″E/51,116458 17,053158 | Pacjent i Lekarz                             | Henryka Sienkiewicza 37/39          | Tomasz Moczek                            | Przychodnia Śródmieście                                                        |         |
| 51°07′05″N 17°02′24″E/51,118131 17,039989 | Paczuś                                       | Bolesława Drobnera 38               | Tomasz Moczek                            | DPD                                                                            |         |
| 51°06′56″N 17°03′38″E/51,115472 17,060583 | Pan Kazimierz                                | Piastowska                          | nieznany                                 | skwer na skrzyżowaniu ulic Henryka Sienkiewicza i Piastowskiej                 |         |
| 51°07′17″N 16°50′40″E/51,121358 16,844517 | Pan Twardowski                               | Jarnołtowska 85b                    | Beata Zwolańska–Hołod                    | Karczma Rzym                                                                   |         |
| 51°05′30″N 17°00′14″E/51,091660 17,003896 | Pani Doktor                                  | Pretficza 40G                       | Arkadiusz Kusz                           | Przychodnia Lekarska                                                           |         |
| 51°06′18″N 17°01′22″E/51,105122 17,022822 | Panna Pychotka                               | Sądowa 14                           | Marcin Łuczkowski                        | Sklep „Krasnal”                                                                |         |
| 51°06′37″N 17°02′39″E/51,110272 17,044300 | Panoramik                                    | Jana Ewangelisty Purkyniego 11      | Beata Zwolańska–Hołod                    | Panorama Racławicka                                                            |         |
| 51°06′38″N 17°01′22″E/51,110625 17,022783 | Państwo Krasnalscy - Pan Młody - Panna Młoda | Pawła Włodkowica 20/22              | Beata Zwolańska–Hołod                    | Urząd Stanu Cywilnego                                                          |         |
| 51°06′41″N 17°00′57″E/51,111381 17,015839 | Papa Het                                     | Ziemowita 11                        | Marta Mirynowska Piotr Makała            | Budynek Solo 11                                                                |         |
| 51°06′26″N 17°01′55″E/51,107175 17,031997 | Papa Krasnal                                 | Świdnicka                           | Olaf Brzeski                             | koło przejścia podziemnego                                                     |         |
| 51°06′41″N 17°00′57″E/51,111381 17,015839 | Paragrafek                                   | Uniwersytecka 22-26                 | Beata Zwolańska–Hołod                    | Budynek „A” Wydział Prawa, Administracji i Ekonomii Uniwersytetu Wrocławskiego |         |
| 51°06′18″N 17°01′41″E/51,105133 17,028103 | Patrolek                                     | Podwale 31/33                       | Marta Mirynowska                         | Komenda Wojewódzka Policji                                                     |         |
| 51°06′41″N 17°00′57″E/51,111381 17,015839 | Parasolniki                                  | plac Grunwaldzki 25-27              | Tomasz Moczek                            | Grunwaldzki Center                                                             |         |
| 51°06′46″N 17°02′31″E/51,112667 17,041944 | ParkM                                        | Bulwar Xawerego Dunikowskiego       | nieznany                                 | Przystań „Amfiteatralna”                                                       |         |
| 51°09′01″N 17°07′42″E/51,150327 17,128456 | Phoeniksik                                   | Bierutowska 57-59                   | ?                                        | Wrocławski Park Biznesu 3                                                      |         |
| 51°06′44″N 17°04′22″E/51,112200 17,072739 | Piastek                                      | Parkowa 18-36                       | Anna Wójcik                              | II Liceum Ogólnokształcące im. Piastów Śląskich                                |         |
| 51°06′49″N 17°02′24″E/51,113636 17,040031 | Piastosław I Złocisty                        | Wyspa Słodowa                       | Beata Zwolańska–Hołod                    | nad Odrą przy kładce Piaskowej                                                 |         |
| 51°06′40″N 17°02′02″E/51,111025 17,033772 | Pierożnik                                    | Kuźnicza 10                         | Marcin Łuczkowski                        | Restauracja „STP”                                                              |         |
| 51°07′36″N 16°58′18″E/51,126592 16,971739 | Pilotek                                      | Bulwar Ikara 19                     | Beata Zwolańska–Hołod                    | Szkoła podstawowa 118 im. płk. pil. Bolesława Orlińskiego                      |         |
| 51°06′51″N 16°57′13″E/51,114083 16,953519 | Piotrek                                      | Wojrowicka 58                       | Ute Hartwig-Schulz oraz uczniowie liceum | XV Liceum Ogólnokształcące im. mjr. Piotra Wysockiego                          |         |
| 51°09′03″N 17°01′23″E/51,150694 17,023000 | Piwowar                                      | Paprotna 4                          | Grzegorz Łagowski                        | Browar Prost                                                                   |         |
| 51°06′37″N 17°02′01″E/51,110361 17,033500 | Piwożłop z piesełem Piwoszem                 | Rynek 41                            | Beata Zwolańska–Hołod                    | Kamienica Pod Złotym Psem                                                      |         |
| 51°07′03″N 17°02′09″E/51,117469 17,035900 | Plazuś                                       | Bolesława Drobnera 11-13            | nieznany                                 | Plaza Hotel                                                                    |         |
|                                           | Płucek                                       | Grabiszyńska 105                    | nieznany                                 | Dolnośląskie Centrum Chorób Płuc                                               |         |
| 51°06′39″N 17°01′50″E/51,110886 17,030675 | Pocztowiec                                   | Rynek 28                            | Beata Zwolańska–Hołod                    | Urząd Pocztowy Wrocław 32 na skrzynce pocztowej                                |         |
| 51°06′44″N 17°01′48″E/51,112253 17,030075 | Podróżnik                                    | Kiełbaśnicza 20                     | Beata Zwolańska–Hołod                    | „Art Hotel”                                                                    |         |
| 51°05′50″N 17°02′07″E/51,097194 17,035333 | Podróżnik                                    | Sucha 1                             | Grzegorz Łagowski                        | Galeria Wroclavia                                                              |         |
| 51°06′39″N 17°03′35″E/51,110747 17,059781 | Polidenciak                                  | plac Grunwaldzki 15                 | Beata Zwolańska–Hołod                    | Centrum Stomatologiczne „poliDENT”                                             |         |
| 51°06′31″N 17°03′17″E/51,108611 17,054639 | Poliglotek                                   | Wybrzeże Stanisława Wyspiańskiego 7 | Beata Zwolańska–HołodSebastian Obst      | Studium Języków Obcych Politechniki Wrocławskiej                               |         |
| 51°08′28″N 17°04′09″E/51,141056 17,069056 | Politek                                      | Koszarowa 3                         | nieznany                                 | Instytut Politologii                                                           |         |
| 51°06′23″N 17°02′30″E/51,106406 17,041631 | Polonek i Germanek                           | Podwale                             | Beata Zwolańska–Hołod                    | Konsulat Generalny Republiki Federalnej Niemiec                                |         |
| 51°06′35″N 17°01′54″E/51,109750 17,031747 | Pomagajek                                    | Rynek/Sukiennice 12                 | Marta Mirynowska Piotr Makała            | Krasnal Info                                                                   |         |
| 51°07′35″N 16°59′29″E/51,126358 16,991253 | Popowicjusz                                  | Rysia                               | nieznany                                 | Geometryczne Centrum Wrocławia                                                 |         |
| 51°06′34″N 17°01′49″E/51,109556 17,030333 | Powerek                                      | Rynek 12                            | Beata Zwolańska–Hołod                    | Agencja PowerEvents                                                            |         |
| 51°06′40″N 17°01′50″E/51,111172 17,030442 | Pożarki                                      | św. Elżbiety 1                      | Grzegorz Łagowski                        | plac przed Bazyliką św. Elżbiety Węgierskiej                                   |         |
| 51°06′49″N 17°02′24″E/51,113636 17,040031 | Pracz Odrzański                              | św. Jadwigi 3/4                     | Tomasz Moczek                            | Bulwar Włostowica most Piaskowy                                                |         |
| 51°05′22″N 17°03′59″E/51,089333 17,066250 | Pralinka                                     | Krakowska 112-116                   | nieznany                                 | E&S Industry S.A.                                                              |         |
| 51°06′35″N 17°01′51″E/51,109772 17,030781 | Prezentuś                                    | Rynek                               | Beata Zwolańska–Hołod                    | obecny podczas Jarmarku Bożonarodzeniowego                                     |         |
| 51°06′50″N 17°02′01″E/51,113756 17,033578 | Profesor Medyk                               | plac Uniwersytecki 1                | Bogna Kozera-Radomska                    | Gmach główny Uniwersytetu Wrocławskiego                                        |         |
| 51°06′47″N 17°02′21″E/51,113000 17,039056 | Profesor Miodek                              | plac Biskupa Nankiera 15            | Beata Zwolańska–Hołod                    | Instytut Filologii Polskiej Uniwersytetu Wrocławskiego                         |         |
| 51°06′38″N 17°01′35″E/51,110511 17,026372 | ProLinka                                     | Kazimierza Wielkiego 7              | Arnold Buzdygan Paweł Mielewski          | sklep „ProLine”                                                                |         |
| 51°05′50″N 17°01′54″E/51,097225 17,031703 | Promyczek                                    | Swobodna 8a                         | Beata Zwolańska–Hołod                    | Przychodnia Fundacji „Promyk Słońca”                                           |         |
| 51°04′53″N 16°58′11″E/51,081267 16,969681 | Prywatek                                     | Marcina Bukowskiego 7A              | Beata Zwolańska–Hołod                    | prywatna posesja                                                               |         |
| 51°06′38″N 17°01′55″E/51,110589 17,031822 | Przodownik                                   | Rynek Ratusz 10                     | Beata Zwolańska–Hołod                    | Klubo – kawiarnia PRL                                                          |         |
| 51°06′23″N 17°01′13″E/51,106336 17,020372 | Przedszkoludek                               | Iwana Pawłowa 6A                    | Katarzyna Nowak                          | Przedszkole nr 87 „Wrocławskie dzieciaki”                                      |         |
| 51°06′43″N 16°59′28″E/51,111967 16,991208 | Przemysław Parkuś                            | Fabryczna 10                        | Tomasz Moczek                            | Centrum Konferencyjne Wrocławskiego Parku Przemysłowego                        |         |
| 51°06′36″N 16°55′38″E/51,110028 16,927150 | Przylepek                                    | Graniczna 25                        | Marta Mirynowska                         | Comex                                                                          |         |

### Q
| Współrzędne                               | Imię     | Adres                   | Autor        | Lokalizacja                    | Zdjęcie |
| ----------------------------------------- | -------- | ----------------------- | ------------ | ------------------------------ | ------- |
| 51°10′22″N 17°10′29″E/51,172639 17,174806 | Quadeusz | Długołęka Wrocławska 56 | Piotr Makała | Team Pasierbski salon Polarisa |         |

### R
| Współrzędne                               | Imię                                                    | Adres                       | Autor                                                                       | Lokalizacja                                                                | Zdjęcie |
| ----------------------------------------- | ------------------------------------------------------- | --------------------------- | --------------------------------------------------------------------------- | -------------------------------------------------------------------------- | ------- |
| 51°06′53″N 17°02′34″E/51,114667 17,042778 | Rachciach                                               | Katedralna 1                | nieznany                                                                    | Most Tumski                                                                |         |
| 51°02′45″N 16°52′57″E/51,045917 16,882425 | Radiotechnik                                            | Pietrzykowice Fabryczna 20  | Tomasz Moczek                                                               | Radiotechnika Marketing Sp. z o.o.                                         |         |
| 51°04′18″N 17°00′23″E/51,071667 17,006417 | Radiowiec                                               | Karkonoska 10               | Beata Zwolańska-Hołod                                                       | Radio Wrocław                                                              |         |
| 51°06′22″N 17°01′54″E/51,106064 17,031597 | Recyklinek                                              | Świdnicka 31                | Tomasz Moczek                                                               | Hotel Monopol                                                              |         |
| 51°06′36″N 17°01′42″E/51,110067 17,028308 | Rejent                                                  | Ruska 3/4                   | Marta Mirynowska                                                            | Kamienica Pod Trzema Liliami                                               |         |
| 51°06′46″N 17°02′20″E/51,112861 17,038944 | Renata Otolińska                                        | plac Biskupa Nankiera 15    | Beata Zwolańska-Hołod                                                       | Skwer Niezależnego Zrzeszenia Studentów                                    |         |
| 51°09′14″N 17°07′32″E/51,153850 17,125539 | Rejestruś                                               | Armii Ludowej 21            | Marcin Łuczkowski                                                           | Krajowy Rejestr Długów                                                     |         |
| 51°08′29″N 16°53′56″E/51,141344 16,898950 | Rodzinka - On - Ona w ciąży - Dziecko - Dziecko w wózku | Rajska 71                   | Tomasz Moczek                                                               | Klinika „Mama i Ja”                                                        |         |
| 51°06′39″N 17°02′01″E/51,110733 17,033558 | Rogalik                                                 | Kuźnicza 65/66              | Beata Zwolańska–Hołod                                                       | Piekarnia-Restauracja „Pan Croissant”                                      |         |
| 51°06′44″N 17°03′53″E/51,112231 17,064642 | Roszek                                                  | Norwida 31                  | Tomasz Moczek                                                               | Wydział Medycyny Weterynaryjnej Uniwersytetu Przyrodniczego                |         |
| 51°06′27″N 17°01′57″E/51,107611 17,032556 | Rowerzysta                                              | Świdnicka 8c                | nieznany                                                                    | Barbara: infopunkt, kawiarnia, kultura                                     |         |
| 51°06′29″N 17°01′53″E/51,108006 17,031475 | RoyalDenciaki                                           | Stanisława Leszczyńskiego 5 | Tomasz Moczek                                                               | Royal Dent                                                                 |         |
| 51°07′21″N 17°02′25″E/51,122483 17,040381 | Rozkwietnik                                             | Kręta 1/3                   | Marta Mirynowska Piotr Makała oraz dzieci z programu „Rozkwietnik podwórek” | Centrum Zrównoważonego Rozwoju Społeczności Wrocławia „Locus”              |         |
| 51°05′08″N 17°00′38″E/51,085600 17,010531 | RSTynek                                                 | Racławicka 2-4              | Marta Mirynowska                                                            | RST Software Masterson                                                     |         |
| 51°08′44″N 16°52′14″E/51,145608 16,870464 | Rycerz Jadwiżański                                      | plac Świętojański 1         | Beata Zwolańska–Hołod                                                       | kamienna półka przed Zamkiem w Leśnicy                                     |         |
| 51°06′43″N 17°01′51″E/51,112078 17,030964 | Rzeźnik                                                 | Stare Jatki                 | Tomasz Moczek                                                               | Od strony przeciwnej niż sklepy na początku bramy (nie od strony zwierząt) |         |

### S
| Współrzędne                               | Imię                                      | Adres                          | Autor                         | Lokalizacja                                                                      | Zdjęcie |
| ----------------------------------------- | ----------------------------------------- | ------------------------------ | ----------------------------- | -------------------------------------------------------------------------------- | ------- |
| 51°09′04″N 17°01′02″E/51,151069 17,017314 | Saper                                     | Obornicka 108                  | Jerzy Maziarz                 | Centrum Szkolenia Wojsk Inżynieryjnych i Chemicznych im. gen. Jakuba Jasińskiego |         |
| 51°06′44″N 17°03′35″E/51,112158 17,059631 | Serdeczniś                                | plac Grunwaldzki 22            | Marcin Łuczkowski             | Pasaż Grunwaldzki                                                                |         |
| 51°08′42″N 17°08′41″E/51,145056 17,144833 | Siłacz                                    | Kiełczowska 177                | Tomasz Moczek                 | CrossFit                                                                         |         |
| 51°10′07″N 17°01′42″E/51,168561 17,028219 | Siłowmir                                  | Polanowicka Północna 8         | nieznany                      | D+H                                                                              |         |
| 51°08′53″N 17°01′50″E/51,148075 17,030642 | Skarbuś                                   | Żmigrodzka 141                 | Beata Zwolańska–Hołod         | Dolnośląski Urząd Skarbowy                                                       |         |
| 51°06′48″N 17°02′09″E/51,113394 17,035964 | Skryba                                    | Szewska 44-46                  | Grzegorz Niemyjski            | Salon „Stalówka“                                                                 |         |
| 51°06′36″N 17°01′55″E/51,109942 17,032019 | Słuchacz RMF                              | Sukiennice 6                   | nieznany                      | RMF FM                                                                           |         |
| 51°06′31″N 17°02′07″E/51,108536 17,035347 | Słupniki Oławskie                         | Oławska                        | Michał Osuch                  | 1 latarnia przed numerem 1                                                       |         |
| 51°06′31″N 17°02′07″E/51,108536 17,035347 | Słupniki Oławskie                         | Oławska                        | Michał Osuch                  | 2 latarnia przed numerem 4a                                                      |         |
| 51°06′31″N 17°02′07″E/51,108536 17,035347 | Słupniki Oławskie                         | Oławska                        | Michał Osuch                  | 3 latarnia przed numerem 8                                                       |         |
| 51°06′31″N 17°02′07″E/51,108536 17,035347 | Słupniki Oławskie                         | Oławska                        | Michał Osuch                  | 4 zaginiony                                                                      |         |
| 51°06′31″N 17°02′07″E/51,108536 17,035347 | Słupniki Oławskie                         | Oławska                        | Michał Osuch                  | 5 zaginiony                                                                      |         |
| 51°06′31″N 17°02′07″E/51,108536 17,035347 | Słupniki Oławskie                         | Oławska                        | Michał Osuch                  | 6 zaginiony                                                                      |         |
| 51°06′34″N 17°01′46″E/51,109389 17,029439 | Słupniki Solne                            | plac Solny                     | Michał Osuch                  | 1 latarnia północno-wschodni narożnik placu                                      |         |
| 51°06′34″N 17°01′46″E/51,109389 17,029439 | Słupniki Solne                            | plac Solny                     | Michał Osuch                  | 2 latarnia północno-zachodni narożnik placu                                      |         |
| 51°06′34″N 17°01′46″E/51,109389 17,029439 | Słupniki Solne                            | plac Solny                     | Michał Osuch                  | 3 latarnia południowo-zachodni narożnik placu                                    |         |
| 51°06′34″N 17°01′46″E/51,109389 17,029439 | Słupniki Solne                            | plac Solny                     | Michał Osuch                  | 4 latarnia południowo-wschodni narożnik placu                                    |         |
| 51°06′30″N 17°01′57″E/51,108311 17,032628 | Słupniki Świdnickie                       | Świdnicka                      | Michał Osuch                  | 1 latarnia przed numerem 5                                                       |         |
| 51°06′30″N 17°01′57″E/51,108311 17,032628 | Słupniki Świdnickie                       | Świdnicka                      | Michał Osuch                  | 2 latarnia przed numerem 8                                                       |         |
| 51°06′30″N 17°01′57″E/51,108311 17,032628 | Słupniki Świdnickie                       | Świdnicka                      | Michał Osuch                  | 3 latarnia przed numerem 16                                                      |         |
| 51°06′30″N 17°01′57″E/51,108311 17,032628 | Słupniki Świdnickie                       | Świdnicka                      | Michał Osuch                  | 4 latarnia przed numerami 27-29                                                  |         |
| 51°06′30″N 17°01′57″E/51,108311 17,032628 | Słupniki Świdnickie                       | Świdnicka                      | Michał Osuch                  | 5 zaginiony                                                                      |         |
| 51°06′30″N 17°01′57″E/51,108311 17,032628 | Słupniki Świdnickie                       | Świdnicka                      | Michał Osuch                  | 6 zaginiony                                                                      |         |
| 51°06′46″N 17°01′09″E/51,112858 17,019200 | Bartek Skrzyński „Skrzynia” i krasnal     | Ignacego Jana Paderewskiego 35 | nieznany                      | Stadion Olimpijski                                                               |         |
| 51°06′46″N 17°01′09″E/51,112858 17,019200 | Solidarek                                 | plac Solidarności 1/3/5        | Beata Zwolańska–Hołod         | Zarząd Regionu NSZZ Solidarność                                                  |         |
| 51°06′33″N 17°03′06″E/51,109194 17,051722 | Solidarek Walczący                        | Most Grunwaldzki               | nieznany                      | zachodni pylon                                                                   |         |
| 51°06′30″N 17°01′57″E/51,108444 17,032556 | Solidariusz Walczący                      | Świdnicka 5                    | Beata Zwolańska-Hołod         | tablica „Solidarność”                                                            |         |
| 51°06′29″N 17°01′31″E/51,107972 17,025200 | Sportuś                                   | Włodkowica 5                   | Tomasz Moczek                 | The Winners Pub                                                                  |         |
| 51°06′53″N 17°02′24″E/51,114636 17,039958 | Sprawiedliwiusz                           | Świętej Jadwigi 12             | Beata Zwolańska–Hołod         | Wyższa Szkoła Zarządzania i Prawa im. Heleny Chodkowskiej                        |         |
| 51°06′36″N 17°01′51″E/51,110083 17,030972 | Stanisław Wolski                          | Rynek                          | Beata Zwolańska-Hołod         | strona zachodnia koło fontanny                                                   |         |
| 51°06′29″N 17°02′12″E/51,108111 17,036722 | Statysław                                 | Oławska 31                     | Tomasz Moczek                 | Urząd Statystyczny                                                               |         |
| 51°06′05″N 17°02′15″E/51,101253 17,037631 | Strażnik (Halabardnik)                    | Gwarna 5/7                     | Marcin Łuczkowski             | Posterunek straży miejskiej                                                      |         |
| 51°06′38″N 17°01′50″E/51,110678 17,030592 | Suvenirek                                 | Rynek 3                        | Beata Zwolańska–Hołod         | Informacja Turystyczna                                                           |         |
| 51°06′32″N 17°01′58″E/51,108928 17,032869 | Syzyfki - Pchający kulę - Podnoszący kulę | Świdnicka                      | Tomasz Moczek                 | koło Poczty Polskiej                                                             |         |
| 51°06′50″N 17°02′03″E/51,113981 17,034247 | Szcześciarze - Szcześciarz - Szczęściara  | Wojszycka 8                    | Tomasz Moczek                 | Hotel „Podkowa”                                                                  |         |
| 51°06′50″N 17°02′03″E/51,113981 17,034247 | Szermierz                                 | plac Uniwersytecki             | Tomasz Moczek                 | Fontanna „Szermierz”                                                             |         |
| 51°06′03″N 17°01′49″E/51,100831 17,030161 | Szoł Mastgołoń                            | Józefa Piłsudskiego 67         | Marta Mirynowska              | Teatr Muzyczny „Capitol”                                                         |         |
| 51°06′27″N 17°01′33″E/51,107428 17,025908 | Szomol                                    | Krupnicza                      | Piotr Makała Marta Mirynowska | Narodowe Forum Muzyki                                                            |         |
| 51°05′50″N 16°59′52″E/51,097325 16,997825 | Sztangista                                | Oporowska 60                   | Beata Zwolańska–Hołod         | Hotel „Śląsk”                                                                    |         |

### Ś
| Współrzędne                               | Imię                                | Adres                                           | Autor                         | Lokalizacja                                     | Zdjęcie |
| ----------------------------------------- | ----------------------------------- | ----------------------------------------------- | ----------------------------- | ----------------------------------------------- | ------- |
| 51°06′20″N 17°01′52″E/51,105553 17,031208 | Śpiewak Operowy i Tancerka Balerina | Świdnicka 35                                    | Marta Mirynowska Piotr Makała | Opera Wrocławska                                |         |
| 51°06′41″N 17°01′50″E/51,111261 17,030681 | Śpioch (Strażnik)                   | Św. Mikołaja 1                                  | Tomasz Moczek                 | na tyłach kamieniczki Jaś                       |         |
|                                           | Światowid (Brodacz)                 | miejsce pobytu nieznane                         |                               | w posiadaniu Kabaretu Chyba                     |         |
| 51°06′18″N 17°05′11″E/51,104950 17,086422 | Świetlik                            | Zajezdnia nr VI Dąbie Zygmunta Wróblewskiego 36 | Tomasz Moczek                 | Tramwaj Protram 205 WrAs o numerze bocznym 2703 |         |

### T
| Współrzędne                               | Imię                    | Adres                       | Autor                 | Lokalizacja                                                                       | Zdjęcie |
| ----------------------------------------- | ----------------------- | --------------------------- | --------------------- | --------------------------------------------------------------------------------- | ------- |
| 51°06′39″N 17°01′46″E/51,110889 17,029444 | Tatuator                | Kiełbaśnicza 7              | Arkadiusz Kusz        | Kos Tattoo                                                                        |         |
| 51°06′17″N 17°02′46″E/51,104658 17,046247 | Telefonista Telefoniusz | gen. Józefa Hauke Bosaka 21 | Grzegorz Łagowski     | Zespół Szkół Teleinformatycznych i Elektronicznych im. Polskich Zwycięzców Enigmy |         |
| 51°04′20″N 17°00′24″E/51,072147 17,006697 | Telesfor                | Karkonoska 8                | Tomasz Moczek         | Telewizja Polska Oddział Wrocław (przy siedzibie TVP 3)                           |         |
| 51°06′30″N 17°01′27″E/51,108278 17,024036 | Temidek                 | Pawła Włodkowica 8          | Beata Zwolańska–Hołod | Okręgowa Izba Radców Prawnych                                                     |         |
| 51°06′09″N 17°02′13″E/51,102544 17,037003 | Tescoma                 | Hugona Kołłątaja 27-28      | Tomasz Moczek         | Sklep ski4you dawniej sklep Tescoma                                               |         |
| 51°02′04″N 16°59′32″E/51,034417 16,992278 | Tomek                   | Ślęza ul. Główna 12         | ?                     | Zamek Topacz                                                                      |         |
| 51°04′44″N 17°02′34″E/51,078989 17,042703 | Torfik                  | Orzechowa 62                | Marta Mirynowska      | Szkoła Podstawowa nr 90 im. prof. Stanisława Tołpy                                |         |
| 51°06′47″N 17°01′57″E/51,113000 17,032556 | Tralalalek              | Więzienna 21                |                       | Cafe Tralalala                                                                    |         |
| 51°06′44″N 17°03′35″E/51,112158 17,059631 | Trąbibrzuch             | plac Grunwaldzki 22         | Marcin Łuczkowski     | Pasaż Grunwaldzki                                                                 |         |
| 51°06′44″N 17°03′35″E/51,112158 17,059631 | Trenduś                 | plac Grunwaldzki 22         | Marcin Łuczkowski     | Pasaż Grunwaldzki                                                                 |         |
| 51°06′51″N 17°05′39″E/51,114072 17,094119 | Trener                  | Adama Mickiewicza 58        | Marta Mirynowska      | Akademia Wychowania Fizycznego Katedra Biomechaniki                               |         |
| 51°08′44″N 16°52′14″E/51,145608 16,870464 | Trisomek                | Kapitulna 4                 | Beata Zwolańska–Hołod | klub środowiskowy „Pozytywka”                                                     |         |
| 51°06′35″N 17°02′00″E/51,109778 17,033278 | Troszka i Adoratorek    | Rynek 33                    | Grzegorz Łagowski     | II oddział PKO BP                                                                 |         |
| 51°06′29″N 17°01′21″E/51,108128 17,022411 | Trójkuć Wywiadek        | Bulwar Tadka Jasińskiego    | Beata Zwolańska–Hołod | Przy kładce Radiowej Trójki                                                       |         |
| 51°06′29″N 17°01′36″E/51,107972 17,026689 | Truchcia                | Krupnicza 6/8               | Grzegorz Łagowski     | Sklep Run4Fun.pl                                                                  |         |
| 51°03′30″N 17°00′37″E/51,058250 17,010333 | Trufelek                | Zwycięska 14                | ?                     | Sklep Zielona Trufla                                                              |         |
| 51°06′34″N 17°01′50″E/51,109497 17,030639 | Turysta                 | Rynek 14                    | Marcin Łuczkowski     | Centrum Informacji Turystycznej                                                   |         |
| 51°06′36″N 17°01′54″E/51,110033 17,031708 | TynQuś                  | Sukiennice 6                |                       | Baumit                                                                            |         |

### U
| Współrzędne                               | Imię        | Adres                    | Autor                 | Lokalizacja                     | Zdjęcie |
| ----------------------------------------- | ----------- | ------------------------ | --------------------- | ------------------------------- | ------- |
| 51°05′57″N 17°02′12″E/51,099194 17,036750 | Uchodźczyni | Józefa Piłsudskiego 105  | Beata Zwolańska-Hołod | dworzec kolejowy Wrocław Główny |         |
| 51°06′27″N 17°01′56″E/51,107639 17,032306 | Unicefek    | Świdnicka 13             | Beata Zwolańska-Hołod | Przejście Dialogu               |         |
| 51°06′46″N 17°02′14″E/51,112778 17,037167 | Ursus       | Plac Biskupa Nankiera 16 | Piotr Makała          | Zespół Szkół Urszulańskich      |         |
| 51°06′59″N 17°07′06″E/51,116333 17,118361 | Uziomek     | Swojczycka 38E           | nieznany              | Elko-Bis                        |         |

### V
| Współrzędne                               | Imię       | Adres        | Autor         | Lokalizacja  | Zdjęcie |
| ----------------------------------------- | ---------- | ------------ | ------------- | ------------ | ------- |
| 51°06′30″N 17°02′08″E/51,108450 17,035431 | Vertiguś   | Oławska 13   | Tomasz Moczek | klub Vertigo |         |
| 51°07′14″N 17°06′52″E/51,120528 17,114444 | Volviki    | Mydlana 2    | Tomasz Moczek | Volvo        |         |
| 51°08′48″N 17°01′35″E/51,146650 17,026400 | Vulcaniusz | Wołowska 4-6 | Tomasz Moczek | Vulcan       |         |

### W
| Współrzędne                               | Imię                 | Adres                                                    | Autor                 | Lokalizacja                                                                                             | Zdjęcie |
| ----------------------------------------- | -------------------- | -------------------------------------------------------- | --------------------- | --- | ------- |
| 51°05′15″N 17°03′32″E/51,087392 17,059025 | Waguś                | Piękna 58a                                               | Beata Zwolańska–Hołod | Biurowiec „WAGO”                                                                                        |         |
| 51°06′47″N 17°01′57″E/51,113000 17,032556 | Wałałałek            | Więzienna 21                                             |                       | Cafe Tralalala                                                                                          |         |
| 51°06′40″N 17°01′52″E/51,111000 17,031194 | Wedelek              | Rynek 59                                                 | Piotr Makała          | Pijalnia Czekolady E. Wedel                                                                             |         |
| 51°06′41″N 17°01′48″E/51,111381 17,030050 | Weteran              | św. Elżbiety 1/2                                         | Jerzy Maziarz         | Bazylika św. Elżbiety Węgierskiej model dla niewidomych                                                 |         |
| 51°04′49″N 17°01′20″E/51,080228 17,022122 | Weterynarz           | Ślężna 136                                               | Stanisław Lenar       | Klinika Weterynaryjna INTERWET                                                                          |         |
| 51°05′24″N 17°00′28″E/51,090061 17,007819 | Wieniawek            | Gajowicka 130                                            | Tomasz Moczek         | Hotel Wieniawa                                                                                          |         |
| 51°06′37″N 17°01′52″E/51,110175 17,031222 | Wiesiek Partnerski   | Sukiennice 9                                             | Beata Zwolańska–Hołod | parapet sekretariatu Prezydenta                                                                         |         |
| 51°06′45″N 17°01′57″E/51,112514 17,032489 | Więzień (Więziennik) | Więzienna 6                                              | Marcin Łuczkowski     | Ośrodek Badań nad Kulturą Późnego Antyku i Wczesnego Średniowiecza Instytut Archeologii i Etnologii PAN |         |
| 51°06′24″N 17°03′31″E/51,106611 17,058750 | Wioślarze            | Wybrzeże Stanisława Wyspiańskiego 40                     |                       | Ósemka                                                                                                  |         |
| 51°06′24″N 17°03′31″E/51,106611 17,058750 | Wioślarze            | Wybrzeże Stanisława Wyspiańskiego 40                     | Sterniczka            | |         |
| 51°06′24″N 17°03′31″E/51,106611 17,058750 | Wioślarze            | Wybrzeże Stanisława Wyspiańskiego 40                     | Wioślarz 1            | |         |
| 51°06′24″N 17°03′31″E/51,106611 17,058750 | Wioślarze            | Wybrzeże Stanisława Wyspiańskiego 40                     | Wioślarz 2            | |         |
| 51°06′24″N 17°03′31″E/51,106611 17,058750 | Wioślarze            | Wybrzeże Stanisława Wyspiańskiego 40                     | Wioślarz 3            | |         |
| 51°06′24″N 17°03′31″E/51,106611 17,058750 | Wioślarze            | Wybrzeże Stanisława Wyspiańskiego 40                     | Wioślarz 4            | |         |
| 51°06′24″N 17°03′31″E/51,106611 17,058750 | Wioślarze            | Wybrzeże Stanisława Wyspiańskiego 40                     | Wioślarz 5            | |         |
| 51°06′24″N 17°03′31″E/51,106611 17,058750 | Wioślarze            | Wybrzeże Stanisława Wyspiańskiego 40                     | Wioślarz 6            | |         |
| 51°06′24″N 17°03′31″E/51,106611 17,058750 | Wioślarze            | Wybrzeże Stanisława Wyspiańskiego 40                     | Wioślarz 7            | |         |
| 51°06′24″N 17°03′31″E/51,106611 17,058750 | Wioślarze            | Wybrzeże Stanisława Wyspiańskiego 40                     | Wioślarz 8            | |         |
| 51°06′37″N 17°02′09″E/51,110139 17,035861 | Witek                | Wita Stwosza 40/1a                                       | Marlena Zakrzewska    | Bar „Witek”                                                                                             |         |
| 51°06′29″N 17°03′53″E/51,108139 17,064833 | WIZ-ek               | Łukasiewicza 3/5                                         | Beata Zwolańska-Hołod | przed wejściem do budynku B-4 Politechniki Wrocławskiej                                                 |         |
| 51°06′44″N 17°03′20″E/51,112333 17,055611 | Włazimierz           | Polaka 18                                                | nieznany              | przed wejściem do sklepu Skalnik                                                                        |         |
| 51°06′35″N 17°01′53″E/51,109842 17,031425 | Wodziarz             | Rynek Ratusz 1                                           | Grzegorz Łagowski     | przed restauracją „Pod Fredrą”                                                                          |         |
| 51°07′35″N 16°58′57″E/51,126269 16,982525 | Wolontarek           | Legnicka 65                                              | Grzegorz Łagowski     | Stowarzyszenie „Tratwa”                                                                                 |         |
| 51°05′57″N 17°02′12″E/51,099194 17,036722 | Wolontariusz         | Józefa Piłsudskiego 105                                  | Beata Zwolańska-Hołod | dworzec kolejowy Wrocław Główny                                                                         |         |
| 51°05′19″N 17°03′54″E/51,088503 17,064958 | Wrati i Slawi        | Krakowska 71-105                                         | Tomasz Moczek         | hala Selgros                                                                                            |         |
| 51°10′11″N 16°54′06″E/51,169717 16,901806 | Wroc-ek              | Stabłowicka 143                                          | uczeń szkoły          | Szkoła Podstawowa nr 22                                                                                 |         |
| 51°07′22″N 17°01′37″E/51,122778 17,026944 | Wrocklik             | pl. Strzelecki 25 – I. piętro, kiedyś gen. Józefa Bema 2 | Beata Zwolańska–Hołod | Siedziba nk.pl                                                                                          |         |
| 51°06′40″N 17°01′51″E/51,111136 17,030742 | WrocLovek            | Odrzańska 39-40                                          | Beata Zwolańska–Hołod | Towarzystwo Miłośników Wrocławia kamieniczka „Małgosia“                                                 |         |
| 51°05′44″N 17°02′00″E/51,095583 17,033222 | Wroclovki            | Sucha 1                                                  | Beata Zwolańska–Hołod | Galeria Wroclavia                                                                                       |         |
| 51°06′22″N 17°04′22″E/51,106194 17,072639 | Wrocławski KrasnoLód | Zygmunta Wróblewskiego 1-5                               | nieznany              | Ogród Zoologiczny przy budce z lodami „Kręcę Lody.pl”                                                   |         |
| 51°06′35″N 17°02′15″E/51,109642 17,037531 | WspółCzesio          | Wita Stwosza 32                                          | Paweł Jarodzki        | BWA Wrocław Galerie Sztuki Współczesnej                                                                 |         |
| 51°06′26″N 17°03′34″E/51,107244 17,059433 | Wykształciuch        | Wybrzeże Stanisława Wyspiańskiego 23-25                  | Beata Zwolańska–Hołod | Zintegrowane Centrum Studenckie (C13) Politechniki Wrocławskiej                                         |         |
| 51°06′35″N 17°01′49″E/51,109792 17,030206 | Wypłatnik            | Rynek 9/11                                               | Marcin Łuczkowski     | I Oddział Banku Zachodniego WBK                                                                         |         |
| 51°05′36″N 17°01′23″E/51,093258 17,023111 | Wytrwałek            | Trwała 17-19                                             | uczniowie szkoły      | Szkoła Podstawowa nr 72 im. Władysława Zarembowicza                                                     |         |

### Z
| Współrzędne                               | Imię           | Adres            | Autor                 | Lokalizacja                                       | Zdjęcie |
| ----------------------------------------- | -------------- | ---------------- | --------------------- | ------------------------------------------------- | ------- |
| 51°05′47″N 16°59′30″E/51,096361 16,991639 | Zajezdniak     | Grabiszyńska 184 | Beata Zwolańska-Hołod | Centrum Historii Zajezdnia                        |         |
| 51°06′06″N 17°01′47″E/51,101664 17,029797 | Zikusia        | Świdnicka 48     | Grzegorz Łagowski     | Ziko Apteka                                       |         |
| 51°06′19″N 17°05′59″E/51,105383 17,099619 | Zgryzek        | Buforowa 34      | Grzegorz Łagowski     | Ortho.pl                                          |         |
| 51°06′39″N 17°01′42″E/51,110961 17,028261 | Zośka i Jedruś | Rzeźnicza 5      | Tomasz Moczek         | Coctail Bar Max&Dom Whisky                        |         |
| 51°06′35″N 17°01′54″E/51,109689 17,031558 | Zraszacz       | Rynek Ratusz     | nieznany              | pierzeja południowa rynku, wytwarza kurtynę wodną |         |

### Ż
| Współrzędne                               | Imię      | Adres          | Autor             | Lokalizacja                                 | Zdjęcie |
| ----------------------------------------- | --------- | -------------- | ----------------- | ------------------------------------------- | ------- |
| 51°06′22″N 17°02′08″E/51,106047 17,035689 | Żaczek    | Mennicza 21-23 | Tomasz Moczek     | Szkoła Podstawowa nr 63 im. Anny Jasińskiej |         |
| 51°06′38″N 17°01′53″E/51,110578 17,031292 | Życzliwek | Rynek          | Marcin Łuczkowski | strona zachodnia koło fontanny              |         |

## Krasnale poza Polską
| Współrzędne                               | Imię                                 | Adres                              | Autor    | Lokalizacja | Zdjęcie |
| ----------------------------------------- | ------------------------------------ | ---------------------------------- | -------- | --- | ------- |
| 51°02′54″N 13°44′23″E/51,048392 13,739722 | Breslauer Zwerg (Krasnal Wrocławski) | Drezno (Niemcy) An der Kreuzkirche | nieznany | przy fontannie Hietzigbrunnen, obok budynku ratusza, podarowany przez władze Wrocławia z okazji 55-rocznicy umowy o partnerstwie |         |
| 54°53′41″N 23°54′48″E/54,894736 23,913264 | Gero linkintis nykstukas (Życzliwek) | Kowno                              |          | Przy kładce Simonasa Daukantasa na Niemnie (Simono Daukanto tiltas).                                                             |         |
|                                           | Życzliwek                            | Wilno                              |          | Ogród Bernardyński |         |

## Krasnale ruchome
| L.p. | Współrzędne | Imię                     | Ulica                   | Autor                                                                                                 | Opis                                                                         | Zdjęcie |
| ---- | ----------- | ------------------------ | ----------------------- | --- | ---------------------------------------------------------------------------- | ------- |
| 1    |             | Cyklonik-Be              | miejsce pobytu nieznane | Jerzy Kosałka                                                                                         | polemika z umieszczeniem w Galerii Sławnych Wrocławian chemika Fritza Habera |         |
| 2    |             | Dobrodziej               | miejsce pobytu nieznane | Beata Zwolańska-Hołod                                                                                 | zlicytowany podczas III Aukcji Charytatywnej Kancelarii BSO Prawo & Podatki  |         |
| 3    |             | Grafeniusz Drobnodziejek | Stabłowicka 147         | Katarzyna Komorowska                                                                                  | Wrocławskie Centrum Badań EIT+                                               |         |
| 4    |             | Krasnal na żaglówce      | miejsce pobytu nieznane | Beata Zwolańska–Hołod oraz dzieci z Kliniki Transplantacji Szpiku, Onkologii i Hematologii Dziecięcej | zlicytowany podczas Charity Fashion Show 2013                                |         |
| 5    |             | Tenisista                | miejsce pobytu nieznane | Beata Zwolańska–Hołod                                                                                 | wręczony jako nagroda podczas turnieju tenisowego Wrocław Open 2015          |         |

## Literatura przedmiotu
- Cezary Buśko: Życie codzienne krasnoludków w starożytności i wiekach średnich. Studium archeologiczne.. Wrocław: GAJT Wydawnictwo 1991 s.c., 2012. ISBN 978-83-62584-23-9.
- Krasnoludkowy plan miasta. Wrocław: Orfin studio. Brak numerów stron w książce
- Wrocławskie krasnale 2012 Mapa Krasnali Przewodnik. Wyd. 17.05.2012. Wrocław: Open.Art. ISBN 978-83-932981-8-1. Brak numerów stron w książce